# Марс
Марс (симбол: ♂) је четврта планета по удаљености од Сунца  и друга најмања у Сунчевом систему, након Меркура. Добила је име по римском богу рата — Марсу. Такође се назива и „Црвеном планетом”, јер на површини преовладава гвожђе(III) оксид који планети даје црвенкасту боју. Марс је терестричка планета са танком атмосфером, и површинским одликама које подсећају на Месец — ударни кратери, и на Земљу — вулканске купе, долине, пустиње и поларне ледене капе. Период ротације и годишња доба на Марсу су такође слична онима на Земљи, а сличан је и нагиб осе ротације планете који условљава годишња доба. На Марсу се налази Олимп (Олимпус Монс) — највећи вулкан и за сада друга највиша планина у Сунчевом систему (највиша на некој од планета), као и Долина Маринера — један од највећих кањона у Сунчевом систему. Депресија Бореалис на северној полулопти заузима 40% површине планете и могуће је да је настала великим ударом другог небеског тела у Марс током формирања Сунчевог система. Марс има два природна сателита — Фобос и Дејмос, који су малих димензија и неправилног облика. Могуће је да су они у ствари ухваћени астероиди, налик астероиду 5261 Еурека који је Марсов тројанац.
Све до првог успешног пролета сонде Маринер 4 поред Марса 1965. године, много се причало о присуству воде у течном стању на површини. Ова нагађања била су заснована на периодичним променама светлих и тамних предела на површини, нарочито око поларних региона; посматрачи, предвођени Ђованијем Скјапарелијем и Персивалом Лоуелом, закључили су да су то мора и континенти. За дуге, тамне линије које су посматрачи видели кроз своје телескопе сматрало се да су канали за наводњавање који су се протезали преко целе површине, и да их је изградила цивилизација далеко напреднија од људске на Земљи. За ове линије се касније показало да су биле оптичка варка, мада ареолошки докази прикупљени роботизованим сондама послатим на површину указују да је Марс у далекој прошлости добрим делом био прекривен воденим пространствима. Током 2005. године радарски подаци прикупљени из орбите указали су на велике количине леда на половима, али и на нижој ареографској ширини. Марсовски ровер Спирит открио је 2007. године у прикупљеним узорцима хемијска једињења која садрже водене молекуле. Лендер Феникс је 31. јула 2008. прикупио директне узорке леда који се налазио непосредно испод површине на месту на којем се сонда спустила. Агенција Наса је 28. септембра 2015. објавила доказе о присуству течне слане воде на површини Марса у летњим месецима.
Марс тренутно истражује седам свемирских сонди: пет из орбите — Одисеј, Марс експрес, MRO, Мејвен, Мангалијан, и две на површини — ровери Опортјунити и Кјуриосити. Фотографије сонде MRO откриле су сезонске токове воде у најтоплијим месецима на Марсу. Ровер Кјуриосити је 2013. открио да 1,5—3% тла чини вода (мада је та вода везана за друга једињења и није слободно доступна).
У току су многа истраживања везана за настањеност Марса живим организмима у прошлости, али и у садашњости. Испитивања на самом тлу Марса спроведена су сондама Викинг 1 и 2, роверима Спирит и Опортјунити, лендером Феникс и ровером Кјуриосити. У изградњи је још неколико сонди опремљених астробиолошким инструментима — Инсајт, Марс 2020. и Егзомарс. Током 2020-их је планирана и међународна мисија повратка узорака тла на Земљу. Слетање људи на Марс агенција Наса тренутно има у плану око 2040. године.
Марс је лако видљив са Земље голим оком, и лако се уочава његова црвенкаста боја. Његова привидна магнитуда је –2,91, тако да су од њега на небу сјајнији само Јупитер, Венера, Месец и Сунце. Оптички земаљски телескопи имају ограничене могућности при посматрању Марса — могуће је разазнати одлике на површини веће од 300 km, и то када су Марс и Земља најближи у својим орбитама; ове потешкоће јављају се због Земљине атмосфере.
Како је Марс био римски бог рата, а грчко име за Марс је Арес, за појмове везане уз Марс користи се префикс арео- уместо гео-; на пример, уместо „географска ширина” користимо појам „ареографска ширина”.

## Географска мапа
НАСА Одисеј непрекидно кружи око Марса, узимајући велики број слика. Одисеј је искористио Термални Емисиони Сликовни Систем (THEMIS) који користи инфраред камеру којом је сликао разне материјале који се загрејавају и хладе. Испод је слика која користи 20.000 THEMIS слика.

## Физичке карактеристике
Марс има полупречник приближно једнак половини Земљиног и само десети део њене масе, пошто му је густина мања, али је његова површина тек нешто мања од површине копна на Земљи. И док је Марс већи и масивнији од Меркура, Меркур је гушћи. Ово резултује тиме да ове планете имају приближне јачине гравитационих сила, где је гравитациона сила Марса чак и јача за нешто мање од 1%. Црвенкасто-наранџаст изглед површине Марса је последица гвожђе(III) оксида, познатијег као рђа.

### Унутрашња структура
Као што је то случај и код Земље, унутрашњост Марса је слојевита — у центру се налази метално језгро окружено слојевима материјала мање густине. Најновији модели унутрашње структуре Црвене планете, поткрепљени подацима прикупљеним свемирским сондама крајем 20. и почетком 21. века, указују на језгро пречника 3.580 ± 130 km, састављено углавном од гвожђа и никла, и око 16–17% сумпора. Сматра се да овакво језгро, састављено од гвожђе(II) сулфида, има дупло већу концентрацију лаких елемената од Земљиног језгра. Језгро је окружено силикатним мантлом који је оформио многе тектонске и вулканске одлике на планети, али се чини да је данас тај мантл неактиван („успаван”). Осим силицијума и кисеоника, најраспрострањенији елементи у кори Марса су гвожђе, магнезијум, алуминијум, калцијум и калијум. Просечна дебљина коре планете је око 50 km, док је максимална дебљина око 125 km. Земљина кора, са просечном дебљином од 40 km, је када се узме у обзир величина обе планете три пута тања од коре Црвене планете. Наса ће 2018. године лансирати лендер Инсајт опремљен сеизмометром, који ће прикупити значајно прецизније и детаљније податке о унутрашњем саставу.

### Површинска ареологија
Марс је терестричка планета која се састоји од минерала који садрже силицијум и кисеоник, метале, и друге елементе који се обично могу пронаћи у стенама. Површину планете углавном чини толиетски базалт, мада су поједини делови богатији силицијумом него типичан базалт и сличнији су андезитним стенама на Земљи или силицијумском стаклу. Региони са ниским албедом поседују трагове плагиокласа, док региони на северној полулопти са ниским албедом указују на концентрацију силиката знатно изнад нормалних вредности. На деловима површине на јужној полулопти, које углавном чине висије, детектовано је присуство пироксена богатих калцијумом. На појединим локалитетима детектовани су и хематит и оливин. Површина планете је највећим делом прекривена дебелим слојем гвожђе(III) оксидне прашине (рђе).
Иако нема доказа о постојању глобалног магнетског поља на Марсу, из података прикупљених сондама јасно се види да су поједини делови коре планете намагнетисани, као и да је у прошлости долазило до замене магнетских полова магнетног дипола. Ова појава назива се палеомагнетизам и јавља се у минералима који су подложни магнетисању, и имају особине сличне наизменичним линијама које се формирају на дну океана на Земљи. Према једној теорији, објављеној 1999. и преиспитаној 2005. године (уз помоћ података прикупљених сондом Марсов глобални геометар), ова појава демонстрира постојање тектонских плоча на Марсу пре 4 милијарде година, пре него што је планетарни динамо престао да ради, након чега је и магнетско поље планете „избледело”.
При формирању Сунчевог система, Марс је настао стохастичким процесом акреције из протопланетарног диска који се налазио у орбити око Сунца. Марс поседује јединствене хемијске одлике чији је узрок позиција планете унутар Сунчевог система. Хемијски елементи са нижом тачком кључања, попут хлора, фосфора и сумпора, су знатно присутнији на Марсу него на Земљи; ови елементи су вероватно нестали из региона ближе Сунцу јер их је „одувао” соларни ветар младе и енергетичне звезде.
По завршетку формирања планета, све су прошле кроз „касно тешко бомбардовање” (енгл. Late Heavy Bombardment). Око 60% површине Марса поседује доказе о ударима из тог периода, док остатак површине чине велике депресије (басени) настали као последица тих удара. Подаци прикупљени орбитерима указују на огроман ударни басен на северној полулопти планете, димензија 10.600 x 8.500 km, или четири пута већи од басена Јужни пол — Ејткен на Месецу — другог највећег ударног басена откривеног до сада. Према овој теорији у Марс је ударило небеско тело величине Плутона пре око 4 милијарде година. Овај удар, који се сматра узроком Марсове хемисферичне дихотомије, оформио је раван басен Бореалис који заузима 40% површине планете.
Ареолошка историја Марса може се поделити на многе периоде, али се могу издвојити следећа три значајнија:
- Нојев период — назван по региону Нојева земља (лат. Noachis Terra) — током којег је формирано најстарије тло на Марсу, од пре 4,5 до 3,5 милијарди година. Кора из овог периода је раштркана по целој површини данашњег Марса и прошарана је многим ударним кратерима. Испупчење Тарсис, вулканског порекла, је вероватно настало у овом периоду. Крајем овог периода јављале су се честе и обилне поплаве (тада је на Марсу вероватно владала топлија клима па је било обиље воде у течном стању).
- Хисперијски период — назван по Хисперијском платоу (лат. Hesperia Planum) — трајао је од пре 3,5 до 3,3/2,9 милијарди година. Хисперијски период обележило је формирање великих поља лаве.
- Амазонски период — назван по Амазонским равницама (лат. Amazonis Planitia) — од пре 3,3/2,9 милијарди година до данас. Региони формирани у овом периоду имају мали број ударних кратера, али су иначе доста разноврсни. Планина Олимп је формирана током овог раздобља историје планете, као и неки други токови лаве.[52]

И на данашњем Марсу је присутна одређена ареолошка активност. У долини Атабаска (названој по реци у Канади) било је токова лаве до пре 200 милиона година. Водених токова било је у рововима названим Керберова удубљења (енгл. Cerberus Fossae) пре мање од 20 милиона година, што указује и на вулканску активност у истом временском периоду. На фотографијама сонде MRO од 19. фебруара 2008. године видљиве су лавине на литици високој 700 m.

### Тло
Лендер Феникс прикупио је податке из којих се видело да је тло на Марсу благо алкално и садржи елементе попут магнезијума, натријума, калијума и хлора. Ове хранљиве материје могу се наћи и у баштама на Земљи, и неопходне су при узгајању биљака. Експерименти спроведени током ове мисије показали су да тло Марса има базну pH вредност 7,7, и садржи 0,6% соли перхлората.
Пруге су честе на Марсу и често се појављују нове на стрмим падинама кратера, исушених корита и долина. Ове пруге су тамне када се појаве, а затим с временом постану светлије. Понекад, ове пруге се појаве на мањем подручју да би се затим прошириле и на неколико стотина метара. Такође је уочено да прате контуре стена и других препрека које им се нађу на путу. Теорија о пореклу ових пруга која је најшире прихваћена у научним круговима је да су оне тамне јер су то у ствари тамни слојеви подповршинског тла који су откривени када одрон или мањи торнадо уклони блеђи површински слој тла. Према другим теоријама, настанак ових пруга објашњава се деловањем воде или чак растом живих организама.

### Хидрологија
Вода се у течном агрегатном стању не може наћи на површини Марса због изузетно ниског атмосферског притиска — 100 пута нижег од атмосферског притиска на Земљи, осим у низијама где је притисак мало виши и то на врло кратак временски период. Две поларне ледене капе су, према за сада доступним подацима, сачињене углавном од воденог леда. Запремина леда у јужној поларној капи довољна је да, уколико би се цела отопила, поплави целу површину планете водом до дубине од 11 m. Мантл пермафроста простире се од полова све до ареографске ширине од 60°.
Сматра се да су велике количине воденог леда заробљене у криосфери Марса. Током 2005. године радарски подаци прикупљени из орбите указали су на велике количине леда на половима, али и на нижој ареографској ширини. Марсовски ровер Спирит открио је 2007. године у прикупљеним узорцима хемијска једињења која садрже водене молекуле. Лендер Феникс је 31. јула 2008. прикупио директне узорке леда који се налазио непосредно испод површине на месту на којем се сонда спустила.
Изглед рељефа на Марсу сугерише да је вода у прошлости текла по површини. Велики захвати избразданог терена, који су названи одводни канали, пресецају површину на око 25 места. Сматра се да су ове формације настале ерозијом при катастрофалном ослобађању воде из подземних издана, мада постоје и теорије да су неке од њих настале деловањем глечера или лаве. Један од већих примера је Ma'adim Vallis (Ma'adim значи Марс на хебрејском), дуг 700 km, и много је већи од Великог кањона са ширином од 20 km и дубином на појединим местима и до 2 km. Сматра се да је настао деловањем водених токова у ранијој историји Марса. Процењује се да је најмлађи од ових канала настао пре само неколико милиона година. На другим местима, нарочито на најстаријим пределима површине Марса, мање, дендритске мреже долина су раштркане по великом делу површине. Одлике ових долина, као и њихов распоред сугеришу да су настале токовима воде чији је извор била киша и снег у далекој историји. Подповршински водени токови и извори можда су играли значајну улогу у формирању неких од ових мрежа, али су атмосферске падавине највероватније биле главни извор ових токова у већини случајева.
На зидовима кањона и кратера такође су уочене хиљаде формација које највише подсећају на вододерине на Земљи. Ове вододерине се најчешће срећу на већим висинама јужне полулопте и усмерене су ка екватору. Многи аутори навели су да је за формирање ових вододерина одговорна течна вода, највероватније од отапања леда, док други аутори сматрају да вододерине настају другим процесима попут мраза угљен-диоксида или кретањем суве прашине по површини. На површини нису пронађене вододерине оштећене временским приликама, нити неке на којима су видљиви свежи ударни кратери, па се закључује да су ове одлике младе, и врло је могуће да су и данас активне.
Друге ареолошке одлике, попут речних делти и алувијалних делти очуваних у кратерима, су додатни докази да су у прошлости владали топлији, влажнији услови на Марсу. У таквим условима морала су да се оформе кратерска језера на великом делу површине планете, за шта су такође пронађени независни минералошки, седиментолошки и ареоморфолошки докази. Научници су на основу термалних фотографија северних равница изнели теорију да су у далекој прошлости, када је планета била далеко влажнија и вероватно поседовала велики океан слане, хладе воде, плаже Марса запљускивали велики цунамији.
Додатни докази да је на површини Црвене планете некада било воде у течном стању је откриће специфичних минерала, попут хематита и гетита, који се понекад формирају у присуству воде. Марсовски ровер Опортјунити је 2004. године детектовао минерал јарозит. Овај минерал јавља се само у присуству киселе воде, што директно указује на некадашње присуство воде на површини. Исти минерал детектовао је орбитер MRO у новембру 2015. године, у региону Noctis Labyrinthus. Од скоријих открића везаних за воду треба навести детекцију гипса, меког минерала, на површини ровером Опортјунити агенције НАСА, у децембру 2011. године. Уз то, вођа овог истраживања Френсис Мекубин, планетарни научник на Универзитету Новог Мексика у Албукеркију, је након прегледа података везаних за минерале пронађене на Марсу изјавио да је количина воде у горњем мантлу планете једнака или већа од оне на Земљи — 50—300 делова у милион, што је довољно да се цео Марс прекрије слојем воде дубине 200–1.000 m.
Наса је 18. марта 2013. године објавила доказе са инструмената ровера Кјуриосити везане за хидратацију минерала, највероватније хидрираног калцијум-сулфата, у неколико узорака стена, као и детекцију жица и нодула у другим стенама. Анализе извршене инструментом DAN (динамички албедо неутрона) на роверу пружају доказе о присуству воде у подповршинском слоју, где се тло састоји од око 4% воде до дубине од 60 cm.
Почетком 2015. научници су на основу података прикупљених телескопима VLT (део Европске јужне опсерваторије) и Кек на Хавајима објавили да је на Марсу у раној историји, пре око 4,5 милијарди година, постојао океан који је садржао више воде од северног леденог океана на Земљи. Та количина воде, која се процењује на 20 милиона кубних километара, била је довољна да се цела површина планете прекрије слојем воде дебљине око 137 m, али је највероватније вода била сконцентрисана у северној хемисфери због конфигурације терена. На основу компјутерских модела се сматра да је та водена површина прекривала 19% површине планете (поређења ради, на Земљи Атлантски океан прекрива 17% укупне површине планете), што је око половине северне хемисфере, и на неким местима је дубина износила преко 1,5 km. Закључује се и да је у то време на Марсу било 6,5 пута више воде него што је данас складиштено у поларним капама, што значи да је Марс изгубио преко 87% некадашњих залиха воде. Поједини научници ипак упозоравају да теорије о обиљу воде на Марсу у прошлости тек треба доказати, и истичу да модели климе још увек не показују да је планета некада у прошлости била довољно топла да подржи велике водене површине, попут мора или океана.
НАСА је 28. септембра 2015. објавила да су потврђени докази о присуству токова хидрираних раствора соли на топлим падинама Марса, прикупљених спектрометарским очитавањима тамних предела на падинама. Ова посматрања потврдила су претходне теорије, базиране на посматрањима времена настанка и степена ширења, да ове тамне црте настају током воде непосредно испод површинског слоја тла. Ови токови садрже хидриране соли, перхлорате, који садрже молекуле воде у својој кристалној структури. Токови се јављају на падинама планете у летњем периоду, када се температуре пењу изнад −23 °C, а затим се поново леде када температура падне. У јулу 2016. научници су изнели нову теорију да вода у овим токовима потиче директно из атмосфере.
Џулс Голдспил, са Института за планетарну науку у Аризони, је крајем новембра 2015. објавио да је на основу симулација које је његов тим спровео могуће да вода опстане у течном стању на данашњем Марсу. Уколико је извор непресушан (вода тече дуже време) могуће је да се вода краткотрајно задржи у течном стању на површини, пре него што се претвори у гас или се заледи. Поред тога, у симулацију је укључен и сценарио када се вода скупља у баре (језерца), и уколико се ради о хидротермалном извору (извору топле воде), вода би се ледила на површини, али би се након формирања слоја леда дебљине око 20 m она испод тог слоја задржала у течном стању и више од годину дана, а потенцијално 3 до 4 године.

#### Поларне капе
На Марсу постоје две перманентне поларне ледене капе. Током зимског периода поларна капа се налази у трајном мраку, што условљава да на површини значајно опадне температура и да се 25–30% атмосфере наталожи на поларну капу у облику сувог леда (леда сачињеног од CO2). Када се затим током лета пол поново изложи сунчевој светлости, замрзнути  се отапа и испарава, стварајући снажне ветрове који дувају са полова брзином и до 400 km/h. Ови сезонски процеси транспортују велике количине прашине и водене паре, па се на Марсу стварају мраз и високи облаци — цируси, одлике које се јављају и на Земљи. Облаци воденог леда фотографисани су ровером Опортјунити 2004. године.
Ледене капе на оба пола углавном се састоје из воденог леда (70% је водени лед). Залеђени  акумулира се као релативно танак слој дебљине једног метра на северној леденој капи и то само токо зиме на северној полулопти, док се на јужној поларној капи налази слој залеђеног  дебео око 8 m. Овај стални покривач сувог леда на јужној поларној капи је прошаран плитким јамама кружног облика, за које се на основу узастопних фотографија из орбите установило да се шире за по неколико метара сваке године. Ово сугерише да трајни покривач сувог леда изнад воденог леда на јужној капи деградира и полако нестаје. Северна капа има пречник од око 1.000 km током лета на северној полулопти, и садржи око 1,6 милиона km³, што значи да је лед дебео око 2 km (уз претпоставку да је расподела по целој површини прилично равномерна). Ради поређења, запремина леденог покривача на Гренланду, који је највећи на Земљи после оног на Антарктику, је 2,85 милиона km³. Јужна поларна капа има пречник од око 350 km, а ледени покривач дебео је око 3 km. Укупна запремина леда у овој поларној капи је, заједно са околним слојевитим наслагама, такође око 1,6 милиона km³. На обе поларне капе примећене су спиралне увале, чији су узрок настанка катабатички ветрови који дувају спирално услед Кориолисовог ефекта. До овог открића дошло се након прегледа података прикупљених радаром SHARAD сонде MRO.
Сезонски мраз у неким пределима у близини јужне поларне капе условљава стварање тањих провидних плоча сувог леда на површини, дебљине један метар. Доласком пролећа, температура почне да расте, па долази до загревања површинског и подповршинског слоја тла које условљава испаравање сувог леда и настанак џепова  под притиском. Притисак у овим џеповима расте све до критичне тачке када лед изнад пуца. Овако настају ерупције налик гејзирима, а поред  избацује се и тамни базалтни песак и прашина, па се овакве ерупције могу видети на фотографијама из орбите. Ови процеси су брзи, и одигравају се за свега пар дана или седмица, понекад и месеци, што је веома брзо гледано са ареолошке тачке гледишта. Гас који се креће испод површине леда ка гејзиру урезује у леду радијалне канале налик пауковој мрежи, процес који је инверзан процесу ерозије која би се јавила када вода отиче са неке површине у један централни отвор.
Агенција ЕСА је 10. септембра 2015. објавила фотографију високе резолуције јужне поларне капе. Фотографија је снимљена у фебруару исте године сондом Марс експрес, током лета на јужној полулопти, са висине од 9.900 km изнад површине планете. Фотографија је снимљена у највишој тачки орбите (сонда се спушта на само 300 km у најнижој тачки) како би се видела разлика у рефлексији светлости са различитих делова површине при истим условима осветљења. На основу података прикупљених радаром SHARAD сонде MRO, научници су потврдили претходна предвиђања да је последње ледено доба на Марсу завршено пре око 400.000 година и да глобална температура Црвене планете од тада благо опада. За разлику од Земље, где се у време леденог доба лед (глечери) услед пада температуре шири ка местима на нижој ареографској ширини, на Марсу је супротно; за време леденог доба температура је већа, тако да се већа количина леда са поларних капа топи и доспева у атмосферу, па тако водена пара доспева ближе екватору где пада у облику снега и мрзне се на површини; када се ледено доба заврши температура полако поново опада па се лед повлачи у поларне ледене капе.

### Ареографија и називи површинских одлика
Иако су познатији по мапирању Месеца, Јохан Хајнрих фон Медлер и Вилхелм Бир били су и први „ареографи”. Почели су тако што су утврдили да је већина одлика на површини Марса стална (непроменљива кроз време гледано кроз телескопе) и први су прецизније измерили период ротације планете. Године 1840. Медлер је комбиновао податке прикупљене током претходних десет година посматрања и саставио прву детаљну мапу Марса. Уместо да дају имена појединачним површинским одликама, Бир и Медлер просто су их обележили словима; тако је Меридијански залив (лат. Sinus Meridiani) добио ознаку „а”.
Данас се имена овим одликама на површини Црвене планете дају из више извора. Одлике које имају карактеристичан албедо називају се по класичној митологији (грчкој и римској). Кратери пречника већег од 60 km називају се по научницима и писцима, и другим људима који су допринели у изучавању Марса. Кратери пречника мањег од 60 km називају се по градовима и местима на Земљи са мање од 100.000 становника. Велике долине добијају назив по речи „Марс” или „звезда” на различитим језицима; мале долине називају се по рекама.
Многе велике одлике које карактерише албедо задржале су своја стара имена, али се и она често допуњавају или мењају са новим открићима о њиховој природи и одликама. На пример, Nix Olympica (снегови Олимпа) преименовани су у Olympus Mons (планина Олимп). Када се гледа са Земље, површина Марса може се поделити на две врсте области, које карактерише њихов албедо. За блеђе равнице прекривене прашином и песком, богате црвенкастим гвожђе(III) оксидом, се раније сматрало да су „континенти” на Марсу, и добили су имена попут Arabia Terra (Арабијска земља) или Amazonis Planitia (Амазонска равница). За тамније области се мислило да су мора, па су зато назване Mare Erythraeum, Mare Sirenum и Aurorae Sinus. Највећа тамна одлика видљива са Земље је Syrtis Major Planum. Перманентна северна поларна капа названа је Planum Boreum, док је јужна названа Planum Australe.
Екватор Марса дефинисан је ротацијом планете, али је локација примарног меридијана одређена, као и на Земљи (Гринич), избором арбитрарне локације. Медлер и Бир су изабрали линију 1830. године за своје прве мапе Црвене планете. Када је сонда Маринер 9 снимила детаљеније фотографије површине планете 1972. године, мали кратер, касније назван Airy-0, у региону Sinus Meridiani (у преводу Средњи или Меридијански залив) изабран је за дефиницију 0,0° ареографске дужине како би се испоштовала претходна дефиниција.
Пошто Марс нема океане, па самим тим ни ниво мора, било је потребно утврдити и нулту висину површине планете као референтну тачку (на Земљи се од нивоа мора мери апсолутна/надморска висина). Ова референтна тачка назива се и ареоид Марса, аналогно земаљском геоид. Нулта висина дефинише се као висина на којој атмосферски притисак износи 610,5 Pa (6,105 mbar). Овај притисак одговара тројној тачки воде, и износи око 0,6% атмосферског притиска на нивоу мора на Земљи (0,006 atm). Данас се у пракси нулта висина дефинише директно из гравитационих мерења сонди из орбите.

#### Ударна топографија
Дихотомија топографије на Марсу је веома упечатљива. На северу преовладавају велике равнице заравњене токовима лаве, док на југу владају висије прошаране кањонима и ударним кратерима из далеке прошлости. Истраживање из 2008. године је предочило доказе везане за теорију први пут представљену 1980. која постулира да је пре 4 милијарде година у северну полулопту Марса ударило небеско тело пречника између 350 и 2.300 km (1/10 и 2/3 пречника Месеца). Уколико се ова теорија покаже као тачна, то би значило да је северна полулопта на Марсу у ствари ударни кратер димензија 10.600  8.500 km, или ради поређења површине као Европа, Азија и Аустралија заједно, чиме би претекао равницу Утопија, такође на Марсу, и постао највећи ударни кратер у Сунчевом систему.
Површина Марса прошарана је великим бројем кратера — укупно је пронађено 43.000 кратера пречника већег од 5 km. Највећи потврђени од њих је ударни басен Утопија пречника 3.300 km. Највећи и данас видљиви ударни басен је Хелас — блеђа одлика са вишим албедом, која је јасно видљива и са Земље. Пошто Марс има мању масу од Земље, вероватноћа да се неки објекат судари са планетом је дупло мања у односу на Земљу. Марс је такође ближи главном астероидном појасу, па је већа вероватноћа да га удари објекат (астероид) који се на тој удаљености креће око Сунца. Такође је већа вероватноћа да га погоди кратко-периодична комета, односно комета чија се орбита налази унутар орбите Јупитера. Упркос свим овим чињеницама, на Марсу има далеко мање кратера него на Месецу (где их има више од 300.000 само на страни окренутој Земљи), јер Марсова атмосфера пружа заштиту од удара мањих метеороида. Морфологија појединих кратера сугерише да је тло постало влажно након удара метеороида.

#### Вулкани
Вулканска активност имала је значајну улогу у ареолошкој еволуцији Марса. Научници још од пролета сонде Маринер 9 поред Црвене планете 1972. знају да вулканске одлике прекривају велике пределе на површини Марса. Међу овим одликама су велики токови лаве, „поља” лаве, као и највећи вулкани у Сунчевом систему. Старост ових одлика креће се од >3,7 милијарди година (Нојев период) до <500 милиона година (касни Амазонски период), што указује да је планета била вулкански активна од самог настанка, а поједини научници сматрају да је активна и данас. Западну полулопту Црвене планете прекрива велики вулканско-тектонски комплекс познат под називом Тарсис. Ова огромна, издигнута формација протеже се неколико хиљада километара у пречнику, и прекрива скоро 25% планете. Просечна висина региона је 7–10 km изнад нулте тачке. У правцу североисток-југозапад преко овог региона протежу се три огромна вулкана: Аскреус, Павонис и Арсиа, који су познати и под заједничким називом планине Тарсис. На северном крају региона налази се вулкан Алба.
Штитасти вулкан Олимпус Монс (планина Олимп) је угашени вулкан који се налази у западном крају региона Тарсис, 1.200 km од планина Тарсис. Олимп на Марсу је отприлике три пута виши од Монт Евереста, највише тачке на Земљи, високог 8.848 m. Олимпус Монс је највећа и највиша или друга највиша планина у Сунчевом систему, зависно од начина мерења, и различити извори наводе висину од 21 до 27 km. Пошто је вулкан штитаст, његове падине нису стрме, у просеку свега 4–5°. Падине вулкана формиране су током више хиљада индивидуалних ерупција изузетно „ретке” (течне) лаве. У подножју вулкана налази се велика литица, на појединим местима висока и до 8 km, која на изглед формира постоље на којем се налази вулкан.

#### Тектонске одлике
Велики систем кањона, названих долина Маринера (лат. Valles Marineris, по летелици Маринер 9 која их је открила 1971. г.; познат је и под називом Агатадимон–Agathadaemon на старим мапама канала), дугачак је око 4.000 km и на појединим местима дубок и до 7 km. Дужина овог система кањона може се упоредити са „ширином” Европе (авионски лет од Москве до Лисабона), и простире се преко једне петине обима планете. Поређења ради, Велики кањон Колорада дугачак је „само” 446 km и дубок непуна 2 km. Долина Маринера настала је издизањем целог региона Тарсис, услед чега је дошло до пуцања и пропадања коре и настанка кањона. Током 2012. године представљена је теорија да долина Маринера није само грабен, већ и граница између тектонских плоча на којој је дошло до трансверсног кретања у дужини од 150 km, што би значило да је Марс можда планета са две тектонске плоче.

#### Пећине
На фотографијама снимљеним из орбите инструментом THEMIS сонде Одисеј откривено је седам потенцијалних улазних отвора пећина на падинама вулкана Арсија Монс (лат. Arsia Mons). Ове пећине, назване по вољним особама научника који су их открили, заједно су познате и под називом „седам сестара”. Процењује се да су улази ширине између 100 и 250 m и дубине најмање 73–96 m. Пошто светлост не допире до дна ових пећина, велика је вероватноћа да су оне значајно дубље, а могуће је и да се шире даље од улаза. Једини изузетак је пећина Дина, чије је дно видљиво и налази се на дубини од 130 m. Остале пећине остаће мистерија највероватније до првих људских мисија на Црвену планету. Пећине су значајне јер пружају заштиту од микро-метеороида, УВ зрачења, сунчевих бакљи и високоенергетских честица које бомбардују површину планете. То значи да су услови унутар њих знатно гостољубивији од остатка површине, па постоји могућност, мада мала, да тамо има воде у подземним токовима или живих организама. Ове локације би такође могле да се искористе као склоништа за космонауте током пионирских мисија на Марс. У неким концептима наводи се да би људи били изложени далеко мањим дозама штетног зрачења уколико би боравишне одаје биле прекривене слојем тла дебелим неколико метара, па и мање, или ако би се налазиле унутар оваквих пећина.

### Атмосфера
Марс је изгубио магнетосферу пре 4 милијарде година, за шта је могући кривац велики број удара астероида, тако да сунчев ветар има директну интеракцију са јоносфером планете, односећи атоме из њених спољашњих слојева и тако јој се смањује густина. Орбитери Марсов глобални геометар и Марс експрес детектовали су јонизоване атмосферске честице које беже и формирају „реп” у свемиру иза планете (гледано од Сунца), а овај феномен детаљно изучава орбитер Мејвен који кружи око Марса у издуженој елиптичној орбити како би детектовао честице на различитим удаљеностима од планете (6.200 km  150 km). У поређењу са Земљином атмосфером, атмосфера на Марсу је знатно разређенија. Атмосферски притисак на површини данас се креће од 30 Pa (0,030 kPa) на планини Олимп до преко 1.155 Pa (1,155 kPa) у долини Хелас, док је средња вредност притиска на површини око 600 Pa (0,6 kPa). Највећа густина атмосфере на Марсу еквивалентна је густини Земљине атмосфере на надморској висини од 35 km. Притисак на Марсу износи само 0,6% атм. притиска на Земљи — 101,3 kPa. Висина скале атмосфере Марса је 10,8 km — 11,1 km, што је већа вредност од оне на Земљи (8,5 km) због ниже силе гравитације на Марсу (38% Земљине), ниже температуре и 50% више просечне молекуларне тежине атмосфере Марса.
Атмосферу Марса чини 96% угљен-диоксид, 1,93% аргон, 1,89% азот и у траговима кисеоник (0,13%), неона (0,00025%). Такође садржи и и воду/водену пару (0,03%), а у поларним крајевима је нађен озон. Атмосфера је поприлично прашњава, са честицама прашине величине 1,5 μm у пречнику, што небу даје жутосмеђу боју када се гледа са површине.
У атмосфери Марса је детектовано и присуство метана, са молном фракцијом од 30 делова у милијарду. Дистрибуција метана није уједначена на целој планети, већ се јавља у великим облацима, и по климатским моделима се претпоставља да до ослобађања овог гаса долази само са одређених, мањих региона. Средином лета на северној полулопти највећи облак садржао је око 19.000 тона метана, и процењено је да извор ослобађа 0,6 килограма метана у секунди. Модел предвиђа да се већина гаса ослобађа са два локалитета, први на координатама 30° N 260° W / 30° С; 260° З, а други близу 0° N 310° W / 0° С; 310° З. По истим моделима процењује се да се на Марсу за годину дана мора произвести 270 тона метана.
Метан који се јавља у Марсовој атмосфери постоји само одређени временски период пре него што бива уништен — процењује се да је тај период између 0,6 и 4 године. Појава метана, упркос врло кратком „животном веку”, указује да мора постојати активан извор овог гаса негде на површини планете. Међу потенцијалне изворе убрајају се вулканска активност, удари комета и потенцијално присуство метаногеничних микроорганизама. Могуће је да метан настаје и путем небиолошког процеса названог серпентинизација, у којем учествују вода, угљен-диоксид, и минерал оливин, за који је утврђено да се често јавља у тлу планете.
Ровер Кјуриосити, који је слетео на површину Марса (у Гејл кратер) у августу 2012. године, поседује инструменте којима је могуће спровести мерења различитих изотополога метана, али чак и у случају да инструмент детектује да је узрок настанка гаса нека врста живих микроорганизама, ти микроорганизми би вероватно обитавали испод површине тла, тако да ровер не би могао детаљније да их изучи. Прва мерења подесивим ласерским спектрометром (енгл. Tunable Laser Spectrometer, TLS) указивала су да на месту слетања има мање од 5 честица у милијарду метана. Научници агенције НАСА су 19. септембра 2013. године објавили да након додатних мерења ровером Кјуриосити није детектован метан у атмосфери. Према тим подацима, у атмосфери је измерено 0,18±0,67 честица у милијарду, и на основу тога научници су закључили да је могућност присуства живих метаногених микроорганизама на Марсу значајно умањена.
Индијски орбитер Мангалијан, који је у орбиту око Црвене планете ушао 24. септембра 2014. године, поседује инструменте који трагају за метаном у атмосфери. Орбитер Егзомарс, развијен од стране агенције ЕСА у сарадњи са Роскосмосом, биће лансиран у марту 2016. године и опремљен је софистицираним инструментима за детекцију метана, али и нуспроизвода његовог разлагања, попут формалдехида и метанола.
НАСА је 16. децембра 2014. објавила да је ровер Кјуриосити детектовао десетоструко увећање, највероватније локалног карактера количине метана у атмосфери. У узорцима атмосфере, који су узети 12 пута током периода од 20 месеци, видљив је пораст крајем 2013. и почетком 2014. године у износу од 7 делова у милијарду. Пре и после овог периода очитавања су показивала само једну десетину ових вредности.
На Марсу је детектован и амонијак орбитером Марс експрес, али пошто је његов „животни век” врло кратак, није јасно шта га је произвело. Амонијак није стабилан у Марсовој атмосфери и разлаже се у року од неколико сати. Један од могућих извора је вулканска активност.

#### Аурора
Сонда Европске свемирске агенције Марс експрес детектовала је 2004. ултраљубичасти одсјај који је долазио из области магнетских „кишобрана” на јужној полулопти. Марс не поседује глобално магнетно поље које би усмеравало наелектрисане честице које улазе у атмосферу, али зато поседује више магнетских поља налик кишобранима, углавном на јужној полулопти, која представљају остатке глобалног магнетског поља које је нестало пре више милијарди година.
Крајем децембра 2014. године орбитер Мејвен агенције НАСА детектовао је ауроре на великом делу северне полулопте, које се спуштају све до 20–30° ареографске ширине од екватора. За настанак аурора одговорне су честице које улазе у Марсову атмосферу и тако настају светлосни ефекти на мање од 100 km изнад површине планете. Поређења ради, на Земљи се ауроре јављају између 100 и 500 km изнад површине. Магнетско поље сунчевог ветра наилази на планету, улази у атмосферу, и наелектрисане честице прате магнетне линије сунчевог ветра, па тако настају ауроре по ободима и изван магнетних кишобрана.
Марта 2015. године НАСА је пријавила детекцију ауроре која није у потпуности схваћена, и облак прашине у атмосфери за који научници тренутно немају објашњење. Ове ауроре јављају се у регионима Црвене планете који не поседују магнетно поље (што је научницима веома чудно јер се на Земљи ауроре јављају услед интеракције сунчевог ветра са магнетним пољем Земље), и детектоване су инструментом сонде Мејвен који посматра ултраљубичасту светлост. Иако људско око не може видети у том делу спектра, научници сматрају да постоји могућност да би ове ауроре ипак биле видљиве и голим оком, и прекривале би цело небо. Сонда је такође детектовала и краткотрајне ауроре које се јављају услед мањих магнетних колебања на Марсу.

### Клима
Од свих планета у Сунчевом систему, годишња доба на Марсу су најсличнија онима на Земљи због сличности у нагибу осе ротације — на Земљи је та вредност 23,4°, док је на Марсу 25,19°. Годишња доба на Црвеној планети трају скоро дупло дуже од годишњих доба на Земљи јер Марс орбитира око Сунца на већој удаљености, због чега једна година траје скоро две земаљске. На Марсу се јављају велике разлике у температури током дана и ноћи јер је атмосфера танка и разређена, и не може да складишти већу количину топлоте; још један разлог је и низак атмосферски притисак, као и ниска топлотна инертност марсовског тла. Удаљеност од Сунца је још један фактор — планета кружи око звезде на 1,52 пута већој удаљености у односу на Земљу, тако да до Црвене планете стиже 57% мање енергије.
Када би Марс око Сунца орбитирао на истој удаљености као Земља, на њему би годишња доба била готово иста као што су данас на Земљи, јер обе планете имају сличан нагиб осе ротације. Једна од разлика између Марса и Земље је већи ексцентрицитет орбите Црвене планете, што има утицаја на количину топлотне енергије која допире до површине, па самим тим и на температуру. Марс је близу перихела када је лето на јужној а зима на северној полулопти, и близу афела када је зима на јужној а лето на северној полулопти. Зато су годишња доба на јужној полулопти оштрија (са већим екстремима), док су на северној блажа. Летње температуре на јужној полулопти су и до 30 °C више него на северној. На Земљи нема оваквих варијација јер је ексцентрицитет орбите мањи.
На Марсу се јављају и највеће пешчане олује у Сунчевом систему. Ове олује могу захватити само мању област, али могу бити и џиновских размера, обухватајући понекад и целу планету. Најчешће се јављају када је Марс у својој орбити најближе Сунцу, и из мерења се показало да утичу на пораст глобалне температуре планете.
Временске прилике
Температура и временске прилике на Марсу варирају од године до године, што је очекивано код сваког небеског тела које поседује атмосферу. На Марсу не постоје океани који на Земљи изазивају велике промене у току године, јер складиште велику количину топлоте. Из података прикупљених камером MOC (енгл. Mars Orbiter Camera) током периода од две и по године, почевши од марта 1999, види се да се временске прилике на Марсу често понављају, па их је тако лакше предвидети од оних на Земљи. Ако се неки догађај одигра у одређеном региону у једној години, из прикупљених података се види да ће се сличан догађај поновити на истој локацији годину дана касније, уз одступање од једне или две седмице.
Лендер Феникс је 29. септембра 2008. године снимио снег који је падао из облака са висине од 4,5 km изнад његовог места слетања. Пахуље су испариле пре него што су стигле до површине, феномен који је познат под називом вирга. На интернет страници Mars Weather доступни су свакодневни подаци о временским условима на површини Црвене планете, који потичу са инструмента  ровера Кјуриосити.
Облаци
Пешчане олује на Марсу подижу ситне честице прашине у атмосферу, око којих се могу формирати облаци. Облаци се формирају на веома високо изнад површине, на висини и до 100 km. Веома су бледи и не могу се видети током дана, већ само у свитање или сумрак када је небо тамније. Слични су ноћним светлећим облацима (лат. Noctilucent) на Земљи, који се јављају на висини од око 80 km.
Сваке марсовске године у северном поларном региону јавља се кружни облак са рупом у средини (налик крофни), и сваке године је приближно исте величине. Формира се сваког јутра, и нестане до поднева. Спољашњи пречник облака је око 1.600 km, док је пречник рупе у средини (ока) око 320 km. Научници мисле да се облак састоји од ситних честица воденог леда, и да је због тога беличаст, за разлику од облака који настају током пешчаних олуја и Црвенкасте су боје. Највише личи на циклоне на Земљи, али нема ротацију. Облак се јавља током лета на северној полулопти и на великој ареографској ширини. Научници сматрају да се формира услед специфичних услова који владају у региону близу северног пола. Олује налик циклонима детектоване су још орбитерима Викинг, али је овај облак скоро три пута већи од тих олуја. Овакви облаци детектовани су и другим свемирским сондама, као и телескопом Хабл.
Температура
Температура на површини планете варира од −153 °C на поларним капама зими, па све до +35 °C у екваторијалним пределима лети. Ове температурне варијације су најближе онима на Земљи од свих других небеских тела у Сунчевом систему — на нашој планети те вредности се крећу од −89,2 °C до 56,7 °C за ваздух, и −93,2 °C до 93,9 °C за површину тла.
Температура на Марсу мерена је и пре „Свемирског доба” (лансирања Спутњика и почетка Свемирске трке). Међутим, та почетна мерења радио-телескопима била су непрецизна и често са великим одступањима. Са првим свемирским сондама почели су да стижу бољи подаци о температури, мерени прво из орбите а касније и на површини — лендери Викинг, који су забележили и температуру на различитим висинама током фазе слетања. Подаци са свих мисија које су слетеле на површину указују на просечну температуру на површини од око −55 °C. Лендери Викинг измерили су температуру у околини свог места слетања у распону од −17,2 °C до −107 °C. Орбитер исте мисије измерио је температуру површине од око 27 °C. Ровер Спирит измерио је максималну температуру током дана, у хладу, од 35 °C, и редовно је бележио температуру изнад нуле осим у зимским месецима.
| Клима Марса (подаци након 2012. године) | Клима Марса (подаци након 2012. године) | Клима Марса (подаци након 2012. године) | Клима Марса (подаци након 2012. године) | Клима Марса (подаци након 2012. године) | Клима Марса (подаци након 2012. године) | Клима Марса (подаци након 2012. године) | Клима Марса (подаци након 2012. године) | Клима Марса (подаци након 2012. године) | Клима Марса (подаци након 2012. године) | Клима Марса (подаци након 2012. године) | Клима Марса (подаци након 2012. године) | Клима Марса (подаци након 2012. године) | Клима Марса (подаци након 2012. године) |
| Показатељ \ Месец                       | .Јан.                                   | .Феб.                                   | .Мар.                                   | .Апр.                                   | .Мај.                                   | .Јун.                                   | .Јул.                                   | .Авг.                                   | .Сеп.                                   | .Окт.                                   | .Нов.                                   | .Дец.                                   | .Год.                                   |
| --------------------------------------- | --------------------------------------- | --------------------------------------- | --------------------------------------- | --------------------------------------- | --------------------------------------- | --------------------------------------- | --------------------------------------- | --------------------------------------- | --------------------------------------- | --------------------------------------- | --------------------------------------- | --------------------------------------- | --------------------------------------- |
| Апсолутни максимум, °C (°F)             | 6 (43)                                  | 6 (43)                                  | 1 (34)                                  | 0 (32)                                  | 7 (45)                                  | 14 (57)                                 | 20 (68)                                 | 19 (66)                                 | 7 (45)                                  | 7 (45)                                  | 8 (46)                                  | 8 (46)                                  | 20 (68)                                 |
| Средњи максимум, °C (°F)                | −7 (19)                                 | −18 (0)                                 | −23 (−9)                                | −20 (−4)                                | −4 (25)                                 | 0 (32)                                  | 2 (36)                                  | 1 (34)                                  | 1 (34)                                  | 4 (39)                                  | −1 (30)                                 | −3 (27)                                 | −5,7 (21,7)                             |
| Средњи минимум, °C (°F)                 | −82 (−116)                              | −86 (−123)                              | −88 (−126)                              | −87 (−125)                              | −85 (−121)                              | −78 (−108)                              | −76 (−105)                              | −69 (−92)                               | −68 (−90)                               | −73 (−99)                               | −73 (−99)                               | −77 (−107)                              | −78,5 (−109,3)                          |
| Апсолутни минимум, °C (°F)              | −95 (−139)                              | −127 (−197)                             | −114 (−173)                             | −97 (−143)                              | −98 (−144)                              | −125 (−193)                             | −84 (−119)                              | −80 (−112)                              | −78 (−108)                              | −79 (−110)                              | −83 (−117)                              | −110 (−166)                             | −127 (−197)                             |
| Извор: CAB, NASA,                       |                                         |                                         |                                         |                                         |                                         |                                         |                                         |                                         |                                         |                                         |                                         |                                         |                                         |

Ветар
Површина Марса има веома малу топлотну инерцију, што значи да се врло брзо загрева када се обасја Сунчевим зрацима. Температурне разлике у току једног дана, ван поларних региона, крећу се и до 100 °C. На Земљи се ветар често ствара између две области са великом температурном разликом, на пример између мора и тла. На Марсу нема великих водених површина, али има региона са различитом топлотном инерцијом који се загревају различитим темпом, па долази до ветрова налик ветровима са мора на копно на Земљи.
На Марсу се повремено јављају и мали вртложни ветрови. Детектовани су још 1970-их сондама Викинг. Лендер Патфајндер детектовао их је 1997. године када је један од тих вртлога прешао преко њега. Вртложни ветрови на Марсу могу бити педесет пута шири и до десет пута виши од оних на Земљи, а они највећи могу представљати опасност по сонде послате на површину. Па ипак, сусрет лендера и ровера са овим ветровима може бити и добра појава. Ровери Спирит и Опортјунити остали су оперативни далеко дуже од предвиђеног делом и због тога што су им ветрови повремено чистили прашину са соларних панела. У новембру 2015. сеизмолози су објавили да су током испитивања у исушеном кориту језера у Калифорнији детектовали сеизмолошке таласе које праве вртложни ветрови. Унутар ових малих торнада долази до знатног пада атмосферског притиска услед чега се тло преко којег врлог пролази незнатно уздиже, а затим спушта. Испоставило се да су сензори које су научници користили осетљивији него што је очекивано, и успели су да региструју ове минијатурне промене у тлу које су реда 12 x 10−6 степени. Након овог открића на Земљи, научници се надају да ће уз помоћ сензора сонде Инсајт успети да сниме исте сеизмичке таласе вртложних ветрова на Марсу, који су још снажнији од оних на Земљи.

## Орбита и ротација
Просечна удаљеност Марса од Сунца је приближно 230 милиона километара, док је период револуције око Сунца 687 (земаљских) дана. Соларни дан, или сол, на Марсу је мало дужи од дана на Земљи — 24 сата 39 минута и 35,244 секунде. Година на Марсу еквивалентна је 1,8809 земаљских година, или 1 година 320 дана и 18,2 сата.
Нагиб осе ротације Црвене планете износи 25,19° у односу на орбиталну раван. Тренутно, северни пол Марса уперен је приближно према звезди Денеб. Марс је у афелу био у марту 2010. а затим у фебруару 2012. године, док је у перихелу био у марту 2011. и јануару 2013. године.
Марс има поприлично изражен ексцентрицитет орбите од 0,0934. Од осталих седам планета у Сунчевом систему само Меркур има већи ексцентрицитет. Зна се да је у прошлости Марс имао далеко кружнију орбиту него данас. У једном тренутку, пре 1,35 милиона земаљских година, ексцентрицитет орбите Марса износио је око 0,002, што је много мање од данашњег ексцентрицитета Земљине орбите. Циклус ексцентрицитета орбите Марса траје 96.000 земаљских година, у поређењу са циклусом Земље од 100.000 година. Марс поседује и далеко дужи циклус ексцентрицитета који траје 2,2 милиона земаљских година. У последњих 35.000 година орбита Марса постајала је издуженија због гравитационих утицаја осталих планета. Најмања удаљеност Марса и Земље наставиће да се благо смањује у наредних 25.000 година (планете ће бити све ближе једна другој, али је та вредност и даље минијатурна у поређењу са величином орбита).

## Потрага за животом
Према тренутном схватању планетарне настањивости — способности небеског тела (планете) да развије услове под којима може настати живот — предност имају планете које поседују воду у течном агрегатном стању на површини. Ово најчешће изискује да се орбита планете налази унутар зоне настањивости, која се у случају наше звезде протеже од мало иза орбите Венере све до велике полуосе Марса. Током перихела, Марс „упада” унутар ове зоне, али танка атмосфера са ниским атмосферским притиском спречава настанак воде на већем подручју на површини у дужем временском периоду. Пошто је на Црвеној планети у прошлости било течне воде, то демонстрира способност планете за настањеност живим организмима. Према неким скорашњим доказима, поједини научници сматрају да је та вода, која је у далекој прошлости текла по површини, можда била преслана и прекисела, и није могла да подрживе живе организме попут оних на Земљи.
Недостатак магнетосфере и изузетно танка атмосфера планете представљају велики изазов — на површини планете долази до врло мале размене топлоте, нема заштите од бомбардовања сунчевог ветра и атмосферски притисак је пренизак да би постојање воде у течном агрегатном стању (уместо тога, вода сублимира у гасовито стање). Марс је такође скоро, а могуће и у потпуности, геолошки неактиван. Са престанком вулканске активности изгледа да је дошло до престанка рециклаже хемикалија и минерала између површине и унутрашњости планете.
До данас прикупљени докази сугеришу да је планета у прошлости била далеко гостољубивија него данас, али остаје непознато да ли је икада дошло до развоја живих организама. Сонде Викинг 1 и 2 из 1970-их (лендери) поседовале су инструменте дизајниране за детекцију микроорганизама у тлу Марса на местима слетања, и вратиле су позитивне резултате. У њима се видео и привремен пораст нивоа CO2 када су узорци били изложени води и хранљивим материјама. Ови, наизглед позитивни, знаци живота касније су оспорени од стране појединих научника, што је био само почетак дуге дебате, а научник агенције НАСА Гилберт Левин тврдио је да је на Марсу пронађен живот. Накнадне анализе података прикупљених сондама Викинг, а у светлу нових сазнања о екстремофилима, утврдиле су да инструменти сонди нису били довољно напредни да открију ове облике живих организама. Експеримент спроведен на лендерима би чак и убио (потенцијални) живи организам. Тестови спроведени лендером Феникс показали су да тло има алкалну pH вредност, и да садржи магнезијум, натријум, калијум и хлорид. Хранљиве материје у тлу могле би да подрже живе организме, али би ти организми и даље морали да буду заштићени од штетног ултраљубичастог зрачења. Недавном анализом метеорита EETA79001 откривено је 0,6 делова у милион (скраћено „дум”) , 1,4 дум  и 16 дум , највероватније марсовског порекла. Присуство  сугерише присуство других високо оксидационих оксихлорида попут  или ClO, који настају ултраљубичастом оксидацијом хлора и рендгенском радиолизом . Стога само најупорнији и/или добро заштићени (подповршински) живи организми имају шансу да преживе. Поред тога, недавна анализа узорака сонде Феникс показала је да једињење  у тлу које је сонда прикупила није имало интеракцију са течном водом можда и целих 600 милиона година. Да је имало, једињење , које је веома растворљиво у контакту са водом, произвело би само CaSO4. Ово указује на изузетно пусто окружење, у којем има минималне или никакве интеракције са водом у течном стању.
Неки научници сматрају да су глобуле карбоната нађене у метеориту ALH84001, за који се сматра да је потекао са Марса, у ствари фосилизовани микроби који су обитавали на својој планети и који су у свемир доспели након удара метеора у површину Марса пре око 15 милиона година. Већина научника скептични су према овом предлогу, и сматрају да су ове творевине искључиво неорганског порекла.
Мање количине метана и формалдехида детектоване сондама из орбите се такође наводе као докази о животу на површини, јер би се ова хемијска једињења брзо разложила у атмосфери. Алтернативни извор ових материја могу бити вулканска активност или серпентинизација.
Ударно стакло, које настаје приликом силовитих удара метеорита, које на Земљи моде да садржи доказе о живим организмима из прошлости, пронађено је унутар ударних кратера на Марсу. Стога, ово ударно стакло можда у себи крије доказе о животу у прошлости на Црвеној планети, ако га је било.

## Настањивост
Истраживање Немачког аеросвемирског центра открило је да земаљски лишајеви могу да преживе у симулираним марсовским условима, па су научници закључили да постоји могућност за присуство живота на Црвеној планети. У симулацији су рекреирани температура, атмосферски притисак, минерали и осветљеност на основу података које су прикупиле многе сонде послате ка Марсу. Инструмент REMS (енгл. Rover Environmental Monitoring Station) дизајниран је да пружи свеже и детаљније податке о временским условима на Марсу, локалним хидролошким циклусима, деструктивном утицају ултраљубичастог зрачења, и подповршинској настањивости на основу интеракције између површине и атмосфере. Овај инструмент послат је на Марс у оквиру научног пакета ровера Кјуриосити, и прикупља податке од слетања на површину у августу 2012. године.

## Истраживање Марса
Поред података прикупљеним посматрањима са Земље (оптичким и радио-телескопима), за изучавање Црвене планете коришћен је и свемирски телескоп Хабл. На фотографијама снимљеним овим свемирским телескопом јасно су видљиве поларне капе и неке од већих површинских одлика. Снимљене крајем 1990-их, биле су далеко детаљније од било којих фотографија снимљених земаљским телескопима до тада. Скорије, уз употребу адаптивне оптике, и земаљски телескопи су у могућности да постигну сличан ниво детаља као Хабл, мада се за то ретко користе јер постоје свемирске сонде које прикупљају далеко детаљније фотографије површине Марса.
Пројектовање међупланетарних мисија је веома компликован задатак, па је у почетни година истраживања Марса било доста неуспеха. До 2016. године, ка Марсу је послато 56 мисија, од чега је само 53% проглашено успешним. Неке сонде престале су са радом пре предвиђеног рока, док су друге отказале и пре него што су почеле са научним посматрањима. Одређен број сонди (9) доживеле су неуспех при лансирању (квар или експлозија ракете-носача). И поред почетних неуспеха, временом су сонде постајале све поузданије, тако да је дошло и до великих успеха. Поједине сонде, попут ровера Спирит и Опортјунити, далеко су премашиле очекивања инжењера и научника — уместо пар месеци, на површини су опстале више година, а ровер Опортјунити наставља да истражује и данас, више од десет година по слетању на Марс.
Земље које су послале сонде ка Марсу су САД, СССР (касније Русија), Европа (Европска свемирска агенција), Јапан, Кина и Индија. Русија и Кина технички и даље нису истраживале Марс — Русија од распада Совјетског Савеза није послала ниједну успешну мисију, а два покушаја завршила су се безуспешно; Кина је први покушај имала са руском мисијом Фобос-Грунт која није успела да напусти Земљину орбиту.
Отприлике две трећине свих мисија је завршило неуспехом. На пример, ниједан лендер из Совјетског Савеза није успео да пошаље податке са површине Марса дуже од неколико секунди. САД су прошле нешто боље, али читав низ њихових летелица је исто био неуспешан. Због тога што велики број мисија које се упуте ка Црвеној планети заврше неуспехом, међу научницима и инжењерима постоји прича о Марсовој или Марсовској клетви. Израз Галактички зли дух или Велики галактички зли дух, који се односи на измишљено свемирско чудовиште које се „храни” свемирским сондама упућеним ка Марсу, скован је 1997. године од стране новинара часописа Тајм Доналда Нефа, и повремено се користи за објашњење када нека од мисија пође по злу. Испод је табела која приказује све покушаје мисија ка Марсу:
| Тип мисије | Стопа успеха | Укупно покушаја | Успеха | Делимичних успеха | Неуспело лансирање | Неуспех у путу | Неуспешан улазак у орбиту/слетање |
| ---------- | ------------ | --------------- | ------ | ----------------- | ------------------ | -------------- | --------------------------------- |
| Пролет     | 45%          | 11              | 5      | 0                 | 4                  | 2              | 0                                 |
| Орбитер    | 50%          | 24              | 10     | 2                 | 5                  | 3              | 3                                 |
| Лендер     | 53%          | 15              | 8      | 0                 | 0                  | 3              | 4                                 |
| Ровер      | 66%          | 6               | 4      | 0                 | 0                  | 0              | 2                                 |
| Укупно     | 53%          | 56              | 27     | 2                 | 9                  | 8              | 9                                 |

### Лансирни прозори
| Год.  | Лансирање              | Сонда                                           |
| ----- | ---------------------- | ----------------------------------------------- |
| 2013. | новембар 2013.         | Мејвен, Мангалијан                              |
| 2016. | јан. 2016 — апр. 2016. | Егзомарс орбитер                                |
| 2018. | апр. 2018 — мај 2018.  | Инсајт, Red Dragon                              |
| 2020. | јул 2020 — сеп. 2020.  | Марс 2020, Егзомарс ровер, Нада, Кинеска мисија |

Лансирни прозори који захтевају најмање енергије за досезање Марса јављају се отприлике на сваке две године и два месеца, односно 780 земаљских дана (синодички период Марса у односу на Земљу). Поред тога, на сваких 16 година се јављају лансирни прозори који захтевају најмање енергије за достизање Црвене планете. На пример, минимум енергије био је потребан током прозора 1969. и 1971. године, након чега је уследио максимум крајем 1970-их, праћен још једним минимумом 1986. и 1988. године.

### Прошле мисије
Почевши од 1960. године СССР је ка Марсу лансирао серију сонди, међу којима је био и први покушај пролета и тврдог спуштања (удара) на тло Марса (мисија Марс 1962B). Први успешан пролет поред Црвене планете догодио се 14/15. јула 1965. године сондом Маринер 4 агенције Наса. Сонда је снимила само мали део површине; фотографије су биле слабог квалитета и могли су се разазнати једино кратери и површина слична Месечевој. Сонда Маринер 9 постала је прва свемирска сонда која је успешно ушла у орбиту око неке друге планете (први орбитер око Марса) када је успешно ушла у орбиту око Марса 14. новембра 1971. године. Након неколико месеци током којих се површина планете није видела услед велике пешчане олује, сонда је напокон успела да фотографише површину планете и пошаље „чисте“ слике површине. Укупно је снимљено 7.329 фотографија током своје мисије, која је окончана у октобру 1972. године. Количина података коју су сонде слале ка Земљи драматично се увећала са развојем технологије.

Први контакт са површином Марса имале су две совјетске сонде — лендери Марс-2 (27. новембра) и Марс-3 (2. децембра 1974. године). Сонда Марс-2 престала је са слањем података у фази уласка у атмосферу, док је сонда Марс-3 била оперативна двадесетак секунди по првом успешном меком слетању на Марс. Уследила је сонда Марс-6 која је такође отказала при уласку атмосферу 1974. године, али је успела да пошаље малу количину података. Затим су САД 1975. ка Марсу лансирале два идентична орбитера Викинг, од којих је сваки носио по лендер. Оба лендера успешно су се спустила на површину Црвене планете 1976. године. Викинг 1 наставио је да ради на површини пуних шест година, док је Викинг 2 радио три године. Проналажење микроба у тлу Марса није дало јасне резултате, јер је нетипично марсовско тло производило гасове који су могли да буду протумачени и неорганском хемијском активношћу узорака. Ове две сонде на Земљу су послале прве панорамске фотографије површине Марса у боји, док су два орбитера фотографисала површину у тако високој резолуцији да се ти подаци и четири деценије касније користе.
Совјетске сонде Фобос 1 и 2 послате су 1988. године ка Марсу како би изучиле његове природне сателите, са фокусом на Фобосу. Са сондом Фобос 1 контакт је изгубљен у путу ка Марсу, док је сонда Фобос 2 успешно ушла у орбиту и полала фотографије Марса и Фобоса, али је и са њом контакт изгубљен пред спуштање лендера на површину Фобоса.
Око ⅔ свих мисија упућених ка Марсу завршиле су се без остваривања задатих циљева мисије, и Црвена планета има репутацију веома тешке дестинације за истраживање. Мисије које су се завршиле неуспехом након мисија Фобос 1 и 2 су: Марс обзервер (лансиран 1992), Марс 96 (1996), Марсов климатски орбитер (1999), Марсов поларни лендер са импакторима Дубоки свемир 2 (1999), Нозоми (2003), Бигл 2 (2003), и најскорије Фобос-грунт са кинеским орбитером Јинхо-1 (2011).

По неуспеху мисије Марс обзервер 1993. сонда агенције НАСА Марсов глобални геометар је успешно ушла у орбиту 1997. године. Ова мисија била је потпуни успех и завршила је своју примарну мисију 2001. године. Контакт са орбитером изгубљен је тек 2006. током трећег продужења мисије, када је сонда била оперативна у орбити око Марса пуних десет година. Затим је лендер Марс патфајндер, опремљен новом врстом возила за истраживање Марса — ровером, успешно слетео на површину 1997. године. Током ове мисије ровер Соџурнер постао је први оперативни ровер на Марсу. Сам ровер био је конструисан за мисију у дужини од 7 сола, уз могући продужетак мисије уколико све прође без проблема до 30 сола, па ипак ровер је остао активан читавих 83 сола. Мисија је проглашена великим успехом, а на Земљу је послат велики број фотографија.
Лендер Феникс спустио се у северни поларни предео Марса 25. маја 2008. године. Лендер је био опремљен роботском руком којом је успешно закопао тло Црвене планете, и испод површине је потврђена детекција воденог леда 20. јуна 2008. године. Мисија је завршена 10. новембра исте године, када је са лендером изгубљен контакт. Током 2008. процењено је да транспорт једног килограма материјала са површине Земље до површине Марса кошта 309.000$.
Сонда Розета Европске свемирске агенције пролетела је 2007. године око 250 km од површине Марса на свом путу ка комети 67П/Чурјумов-Герасименко. Сонда Зора пролетела је поред Марса искористивши његову гравитацију за додатно убрзање на свом међупланетарном путу ка Вести и Церери.
На следећој мапи планете Марс уграђене су хипервезе ка неки значајнијим ареографским одликама поред места на којима су слетели лендери и ровери. Само кликните на везу и отвориће вам се чланак на ту тему [напомена: тренутно је написан само чланак о планини Олимп]. Север је у горњем делу. Висина терена — црвена (виша), жута (нула) и плава (нижа).
Спирит (2004) >

Опортјунити (2004) >

< Патфајндер/Соџурнер (1997)
Викинг 1 (1976) >

Викинг 2 (1976) >

< Феникс (2008)

< Марс 3 (1971)
Кјуриосити (2012) >

< Бигл 2 (2003)

### Садашње мисије
Године 2001. агенција НАСА је лансирала сонду Одисеја на Марсу 2001, која је и даље у орбити око Марса. Ова сонда, користећи свој спектрометар гама зрака, открила је високу концентрацију водоника у површинском слоју тла Црвене планете (до једног метра дубине), и претпоставља се да је то водоник из замрзнуте воде у тлу.
Европска свемирска агенција лансирала је сонду Марс експрес 2003. године, са орбитером и лендером. Сонда је лансирана руском ракетом Сојуз са космодрома Бајконур у Казахстану. Са лендером Бигл 2 контакт је изгубљен приликом слетања на површину, и након неуспешних покушаја ступања у контакт проглашен је изгубљеним у фебруару 2004. године. Бигл 2 пронађен је на фотографијама које је снимио Орбитални истраживач Марса. Почетком 2015. године, 16. јануара, објављено је да је тим агенције ЕСА претражујући фотографије које је снимила ова сонда из орбите, највероватније пронашла лендер. Овим је окончана мистерија о томе шта се са њим десило. На основу ових снимака, научници сматрају да је лендер слетео на површину Марса, али није у потпуности отворио своје соларне панеле и антену. Почетком 2004. године тим који је руководио инфрацрвеним спектрометром сонде Марс експрес објавио је детекцију метана у горњим слојевима атмосфере Марса. У јуну 2006. године ЕСА је објавила и детекцију аурора на Марсу.
Такође 2003. године, НАСА је послала Спирит и Опортјунити — ровере на Марс. Оба су се успешно спустила почетком 2004. године на површину. Примарна мисија ровера требало је да траје пар месеци, али су они далеко премашили та очекивања инжењера. Повремени налети ветра и мањих торнада односили су прашину са соларних панела ровера чиме им се продужавао радни век. Ровер Спирит је престао са радом у марту 2010. године, док је ровер Опортјунити и даље активан и до јула 2014. године је превалио преко 40 km истражујући површину Марса. На оба места спуштања су нађени докази о постојању воде на површини Марса у прошлости.
Агенција НАСА је 2005. године лансирала Орбитални истраживач Марса. Стигао је у орбиту 2006. године са задатком да снима површину у веома високој резолуцији да би било лакше пронаћи будућа места за спуштање сонди. Ова мисија је снимила и прве лавине на Марсу близу северног пола, као и прве доказе о сезонској текућој сланој води тик испод површине. Орбитер је опремљен великим бројем инструмената нове генерације, попут велике антене за комуникацију са Земљом, подповршинским радаром, а најзначајнији инструмент је камера HiRISE (мањи телескоп) којим је сонда фотографисала површину у до тада невиђеним детаљима. У фебруару 2015. године сонда је достигла 40.000 орбита око Црвене планете. До тог тренутка сонда је на Земљу послала 247 TB података, различитих мерења и фотографија високе резолуције, што је више од било које мисије која је послата у дубоки свемир. Током својих 40.000 орбита, сонда је превалила скоро дупло већи пут од оног који је прешла у транзиту између Земље и Марса након лансирања 2005. године (око 500.000.000 km). (Десет година сонде MRO, Јутјуб)
Дана 26. новембра 2011. успешно је лансиран ровер Кјуриосити агенције НАСА, ракетом Атлас V-541. У августу 2012. године, након више месеци путовања кроз међупланетарни простор, ровер се успешно спустио на површину планете, у Гејл кратер, са до тада невиђеном прецизношћу. Кјуриосити је еволуција претходних успешних ровера — Спирит и Опортјунити. Већи је и масивнији, и садржи већи број научних инструмената. Напајање је такође другачије, јер за разлику од претходних ровера који су користили соларне панеле за пуњење батерија, Кјуриосити има мултимисиони радиоизотопни термоелектрични генератор. Ровер је пронашао доказе да је на овој локацији некада било воде у течном стању, да је у близини текла река и уливала се у велико језеро. Касније је ровер пронашао трагове метана на површини, а убрзо затим су детектована и органска једињења. Кјуриосити поседује чак 17 камера: 8 камера за избегавање препрека монтираних по четири на предњу и задњу страну ровера, 4 навигационе камере монтиране на стуб које служе за фотографисање путање којом се ровер креће и одређивање најбезбеднијег пута, две камере високе резолуције које служе за фотографисање удаљених објеката, једна камера налази се на роботској руци и научницима служи као микроскоп, и последња камера је у ствари веома моћан ласер који испаљује пулсеве енергије услед којих стена испарава а затим камера ту пару анализира и тако се утврђује састав стене.
Индијска организација за истраживање свемира (ISRO) лансирала је 5. новембра 2013. орбитер Мангалијан. Сонда је успешно ушла у орбиту око Црвене планете 24. септембра 2014. Тиме је ISRO постала четврта свемирска агенција која је успешно поставила сонду у орбиту око Марса, након Совјетског космичког програма, агенције НАСА и агенције ЕСА. Индија је постала прва нација која је успешно поставила сонду у орбиту око Марса из првог покушаја, и прва азијска држава која је стигла до Марса. Мангалијан је првенствено демонстрација технологија потребних за достизање других планета и њиховог изучавања, и опремљен је са пет научних инструмената.
Наса је 2013. лансирала нови орбитер под називом Мејвен. Примаран циљ сонде је да истражи његову атмосферу. Опремљен је инструментима који ће помоћи у разумевању зашто је Марс изгубио већи део своје атмосфере и воде, чиме је планета постала негостољубива за живот. Поред тога, Мејвен ће служити за пренос података од лендера и ровера на површини Црвене планете ка Земљи. Планирано је да ову функцију обавља око 10 година.
Дана 9. фебруара 2021. године УАЕ су постали прва држава на Блиском истоку која је преузела међупланетарну свемирску мисију избацивањем своје сонде Нада.
У склопу пројекта Егзомарс, агенције Еса и Роскосмос лансирале су Егзомарс орбитер и лендер Скјапарели 14. марта 2016. године. Орбитер ће истраживати гасове у атмосфери Марса, а лендер демонстрирати технологију за слетање на површину. Орбитер је успешно ушао у орбиту око Црвене планете 19. октобра 2016, док је са лендером изгубљен контакт око 50 секунди пред слетање на површину.

### Будуће мисије
- Индијска свемирска агенција планира да лансира наследника сонди Магалијан до 2020. године. Мисија је добила назив Мангалијан 2,[331][332][333] и чиниће је лендер и ровер.[334]
- У августу 2012. године агенција Наса изабрала је лендер Инсајт за следећу мисију на Марс. Инсајт ће бити лансиран у мају 2018. године,[335] коштаће око 825 милиона долара и биће опремљен сеизмометром и бушилицом како би боље истражио унутрашњу структуру Марса.[336][337][338] Полетање је било планирано за почетак 2016. али је на једном од инструмената пронађена грешка (рупа, тако да није могао да се одржи неопходан вакуум), па је лансирање одложено.[339] Агенција је у марту 2016. одлучила да сонда буде лансирана током следећег лансирног прозора,[340][341] иако је било могуће да буде потпуно отказана.[342] Са овом сондом биће лансирана и два мала CubeSat-а[д], који ће само пролетети поред планете и преносити податке приликом слетања лендера. Ови мали сателити одвојиће се од ракете-носача и до Марса путовати одвојено од лендера Инсајт.[343][344][345]
- У склопу пројекта Егзомарс агенције Еса и Роскосмос ће 2020. године лансирати Егзомарс ровер, који ће бити опремљен софистицираним инструментима којима ће трагати за прошлим или садашњим живим организмима на површини или испод површине.
- Агенција Наса за 2020. годину планира лансирање новог ровера базираног на дизајну ровера Кјуриосити. Радни назив је Марс 2020. Инструменти овог ровера биће фокусирани на астробиологију.[346] Један од експеримената је и MOXIE, који ће из атмосфере Марса извлачити CO2 и претварати га у кисеоник.[347] Овај инструмент је значајан јер би тим процесом будући космонаути могли да се снабдеју кисеоником за дисање као и горивом за повратак на Земљу.[348]
- Кина је 10. новембра 2014. године представила концепт марсовског ровера базираног на роверу Јуту послатом на Месец. Кинеска свемирска агенција је том приликом објавила да се планира мисија која ће садржати орбитер, лендер и ровер, и да ће бити лансирана 2020. године.[349] У новембру 2015. јавности је први пут приказана макета будуће сонде.[350][351]
- Уједињени Арапски Емирати најавили су слање орбитера на Марс 2020. године. Орбитер назван Нада изучаваће атмосферу Црвене планете.[352][353]
- Марсовски орбитер 2022. је планирана мисија на Марс агенције Наса. Агенција је почетком 2015. године објавила да су прикупљени предлози за изглед самог орбитера и научне инструменте. Планира се да ово буде први орбитер послат ка Црвеној планети који ће користити јонски погон, панеле са новог генерацијом соларних ћелија као и ласерски систем за комуникацију са Земљом.[354][355][356][357][358]

Враћање узорака
Још 1970-их су постојали планови да се прикупе узорци тла Црвене планете и врате на Земљу ради детаљне анализе. СССР је конструисао мисију Марс-5НМ, која је требало да полети ракетом Н-1, али је та мисија отказана након четири узастопна неуспеха ракете. Западни научници већ више деценија заговарају овакву мисију, јер лабораторије на Земљи могу детаљније и свестраније да одраде анализу узорака тла. Једна мисија агенције НАСА, која је требало да врати узорке до 2008. године, отказана је.
- НАСА—ЕСА — Америчка и европска свемирска агенција удружиле су се 2006. како би лансирале мисију око 2018. године, која би узорке вратила око 2023.[362][363][364] Међутим, овај план отказан је 2012. године, и научници који су на њему радили описали су ту одлуку као „трауматично” искуство.[365]
- Планови агенције Наса — У септембру 2012. Америка свемирска агенција објавила је планове са различитим архитектурама за враћање узорака.[366] Постоји опција са једним,[367] два[368] или три лансирања са Земље.[369]
- Француска је такође укључена у развој овакве мисије. У склопу тих планова је опремање лабораторија на Земљи за анализу враћених узорака, и рад на орбитеру заједно са САД или другим европским државама.[370]
- Јапанска агенција JAXA је 9. јуна 2015. обелоданила планове за враћање узорака са једног од природних сателита Марса.[371][372] Јапан је и раније учествовао у планирању и развоју оваквих мисија у сарадњи са другим државама.
- Марс-грунт је концепт мисије повратка узорака тла са Марса на Земљу руске агенције Роскосмос.[373][374][375][376] Планирано је да дизајн буде сличан са мисијом Фобос-грунт уз одређена побољшања.[374] Према плановима из 2011. мисију ће чинити орбитер и лендер (без ровера),[377] а узорци би се прикупили роботском руком из околине места слетања.[373]
- Русија планира да половином 2020-их лансира наследника мисије Фобос-грунт, који ће вратити узорке тла Марсовог сателита на Земљу. Европска свемирска агенција је такође изразила жељу да учествује у овој мисији, а први разговори на ту тему одржани су на аеромитингу МАКС 2015. године у Москви.[378][379]

Међу другим предлозима мисија ка Марсу су и поларне сонде, летелице које би из ваздуха истраживале површину и атмосферу, као и мрежа малих метеоролошких станица. У дугорочне циљеве истраживања убрајају се и цеви настале токовима лаве, пећине и искоришћавање материјала доступних на површини и у подповршинском тлу. Разматра се и слање мањих мисија са нижом ценом, користећи лансирање великих ракета-носача а затим уз гравитациони маневар поред Месеца.

### Људске мисије
Већ дуго се предлаже људска мисија на Марс као логични наредни корак у истраживању свемира након мисија Аполо које су слетеле на Месец. Поред престижа којег би таква мисија донела нацији/нацијама које би учествовале у таквом подухвату, заговорници људских мисија истичу да би људски истраживачи много ефикасније и детаљније истраживали површину Црвене планете од роботизованих сонди, и тако би биле и исплативије. Сва научна открића која су до сада постигли лендери и ровери својим инструментима на површини Марса, људи би могли да одраде највише за пар дана. Један од заговорника људских мисија је аеросвемирски инжењер Роберт Зубрин. Други ипак износе да су роботске мисије далеко јефтиније од људске мисије, и да могу вратити исте научне резултате. У случају људске мисије, постоји и могућност да дође до контаминације Марса микробима са Земље, па је то један од разлога за слање свемирских сонди. Код људских мисија ка Црвеној планети у обзир се поред физичке спремности космонаута мора узети и њихово психичко и емотивно стање. Током боравка на МСС космонаути најчешће истичу да им недостаје свеж ваздух, отворен простор, породица и пријатељи (иако се они налазе у ниској Земљиној орбити и са њима могу да комуницирају у реалном времену). Истраживачи наводе да је веома битно да се те ставке узму у обзир јер је пут до Марса дупло дужи од најдужег боравка на МСС, тако да ће ефекти бити израженији. Предлажу узгој биљака и хране унутар свемирског брода како би астронаути имали пријатније услове и имали чиме да се занимају. За психичко и емотивно стање биће далеко теже наћи решење, а како је један научник изјавио „планери мисије не могу једноставно убацити астронауте у огољену металну конзерву и од њих очекивати да се се помире са свим тим одрицањима”.
Европска свемирска агенција
Агенција ЕСА поставила је за циљ слетање људске мисије на Марса између 2030. и 2035. године. Овој мисији претходиће серија сонди које ће бити све сложеније, почевши са Егзомарс орбитером и ровером, а затим и мисијом повратка узорака тла са Марса у сарадњи са агенцијом НАСА.
НАСА
Унутар агенције Наса планови за слање људи на Марс појавили су се још 1970-их, по окончању мисија Аполо. Многи научници сматрали су да је то логичан следећи корак. Ипак, пошто је СССР одустао од свемирске трке у том смеру и окренуо се станицама у НЗО, ови планови се никада нису остварили. Планови су се поново појавили 2004. године када је председник САД Џорџ Буш, у склопу Визије за истраживање свемира (енгл. Vision for Space Exploration), предложио да се развије нова капсула Орион којом би астронаути прво поново слетели на Месец 2020. године, а затим би наставили ка Марсу у наредним годинама. Администратор агенције НАСА Мајкл Грифин је 28. септембра 2007. изјавио да та агенција планира да астронаути кроче на површину Марса 2037. године.
Џејсон Крусан и Џејмс Ројтер из агенције НАСА су 2. децембра 2014. објавили прелиминарну подршку за план компаније Боинг — „Приступачан дизајн мисије на Марс” (енгл. Affordable Mars Mission Design), који је између осталог користио напредну заштиту од зрачења, центрифугалну вештачку гравитацију, снабдевање намирницама у транзиту ка Црвеној планети и лендер који ће моћи да врати посаду ка Земљи. Ројтер је изјавио да би уз адекватно финансирање из буџета, таква мисија могла да се реализује почетком 2030-их.
НАСА је 8. октобра 2015. године објавила званичне планове за људско истраживање и колонизацију Марса. План се састоји из три фазе које воде ка потпуно одрживој колонији на Марсу. Прва фаза — „Зависни од Земље”, је већ у току; њом је планирано да се Међународна свемирска станица користи најмање до 2024. године, да се развију и потврде технологије за дубоки свемир и да се детаљније истражи утицај дугорочног боравка у свемиру на људско тело. Друга фаза — „Полигон за доказивање”, обухвата делимично одвајање од Земље и премешта се из НЗО у близину Месеца. НАСА планира да у орбиту око Месеца „довуче” астероид са којим ће се астронаути састати и тестирати нове технологије, попут модула за дугорочни боравак посаде у дубоком свемиру. На крају, трећа фаза „Независност од Земље” планира удаљавање од зависности од земаљских ресурса. У склопу ње су планиране базе на површини Месеца које ће захтевати само повремено снабдевање ресурсима и одржавање, и искоришћавање ресурса доступних на Марсу за добијање воде, горива и грађевинског материјала. НАСА и даље планира људску мисију на Црвену планету крајем 2030-их, али ће за „Независност од Земље” вероватно бити потребно неколико деценија.
Зубрин
Марс Директ, нискобуџетна архитектура за слање људи на Марс коју је осмислио оснивач Марсовског друштва Роберт Зубрин, подразумева коришћење ракета-носача тешке категорије (попут ракете SLS, која је тренутно у развоју) и прескакање конструкције у НЗО и резервоара за допуњавање горивом у месечевој орбити. Касније је објавио и модификовани предлог, Mars to Stay, у склопу којег се први астронаути не би одмах, а можда и уопште, враћали на Земљу.
Илон Маск
Оснивач компаније Спејс екс, Илон Маск, објавио је да та компанија тренутно развија ракетни мотор Раптор, који ће се користити у новој ракети-носачу супер тешке категорије која ће моћи да достави око 100 тона корисног терета на површину Марса. Планирано је да та ракета уђе у употребу крајем 2020-их. Маск је и раније рекао да је компанију основао како би драстично смањио цену лансирања терета у свемир и тако олакшао колонизацију Марса.
Почетком јуна 2016. Маск је изјавио да се нада да ће прва људска мисија ка Марсу бити лансирана новом генерацијом ракета-носача око 2024. године. Детаљну архитектуру за летове ка Црвеној планети откриће у септембру 2016. на Астронаутичком конгресу у Мексику.

## Посматрање
Пошто је орбита Марса ексцентрична, његова привидна звездана величина при опозицији од Сунца креће се између −3,0 и −1,4. Минимални сјај планете на небу је магнитуда +1,6 када је у конјукцији са Сунцем. Марс је обично црвен, жут или наранџаст; права боја Марса је светло браон, док се црвенило јавља услед прашине у атмосфери планете. Ровер Спирит агенције НАСА снимио је фотографије на којима се види терен зеленкасто-браон боје, сличне блату, са плавкасто-сивим стенама и регионима светло црвеног песка. Када је најудаљенији од Земље, Марс је седам пута удаљенији него када се налази у најближој тачки нашој планети. У најнезгоднијем положају је када се налази у близини Сунца, и тада се не може посматрати и по неколико месеци. У најповољнијем положају за посматрање — који се јавља на сваких 15 до 17 година, и увек између краја јула и краја септембра — многе површинске одлике могу се видети телескопом. Нарочито су видљиве, чак и апаратуром са мањим увеличањем, поларне ледене капе планете.
Како се приближава опозицији, Марс започиње период привидног ретроградног кретања, што значи да ће се кретати уназад кружном путањом у односу на позадинске звезде. Трајање овог ретроградног кретања је око 72 дана, и планета достиже највећи сјај средином тог периода.
Тачка у којој се Марс налази тачно иза Земље, гледано са Сунца, назива се опозиција, и та тачка је близу времена најближег проласка поред Земље. Марс се може наћи у опозицији и више од осам дана пре или после најближег проласка поред Земље. Удаљеност при најближем проласку варира између 54 и 103 милиона километара због елиптичних орбита планета, због чега долази до приметних промена у угаоним величинама. Последња опозиција Марса догодила се 8. априла 2014. године на удаљености од 93 милиона километара. Наредна ће се догодити 22. маја 2016. године, на удаљености од око 76 милиона километара. Просечно време између два најближа пролета Марса поред Земље, његов синодички период, је 780 дана, мада број дана може варирати од 764. до 812.
Марс је имао свој најближи пролет поред Земље и највећи сјај на небу у последњих 60.000 година 27. августа 2003. године у 9.51.13 UTC — 55.758.006 km (0,37271925 АЈ), магнитуда –2,88. У том тренутку био је око једног дана од опозиције, и око три дана од перихела, услед чега је било изузетно повољно посматрати га са Земље. Процењено је да је последњи пут био тако близу Земље 12. септембра 57617. године п. н. е. док ће следећи пут бити тако близу 2287. године. Овај блиски пролет био је незнатно ближи од осталих — нпр. минимална удаљеност 22. августа 1924. била је 0,37285 АЈ, док ће 24. августа 2208. године бити 0,37279 АЈ.

## Историјске опсервације
Историјска посматрања највише се везују за опозицију Марса, када је планета најближа Земљи и самим тим најсветлија на ноћном небу, а која се догађа на сваких пар година. Још израженија је опозиција Марса при перихелу, која се догађа на сваких 15 до 17 година, а разликује се по томе што је тада Марс најближи Сунцу у својој орбити па је самим тим још ближи Земљи, а његов сјај на небу још израженији.

### Античка и средњовековна посматрања
Постојање Марса као лутајућег објекта по ноћном небу забележили су још астрономи у старом Египту, и до 1534. п. н. е. били су упознати са његовим ретроградним кретањем. У периоду када је постојало Нововавилонско царство, вавилонски астрономи редовно су бележили позиције планета на ноћном небу и систематски пратили њихово кретање. У случају Марса, знали су да планета направи 37 синодичких периода, или 42 круга зодијака, сваких 79 година. Такође су изумели аритметичке методе којима су вршили мање исправке у предвиђањима позиција планета.
У четвртом веку п. н. е. Аристотел је забележио да је Марс нестао иза Месеца током окултације, и закључио да је Црвена планета удаљенија од Месеца. Грк Птолемеј, који је живео у Александрији, покушао је да се ухвати у коштац са проблемом орбиталног кретања Марса. Птолемејев модел и његов свеукупан рад везан за астрономију објављен је у склопу дела из више томова названог Алмагест, које је постало основа западњачке астрономије у наредних 14 векова. Литература из древне Кине потврђује да су кинески астрономи били упознати са кретањем Марса најкасније у четвртом веку п. н. е. У петоm веку нове ере, у тексту индијске астрономије под називом Surya Siddhanta процењен је пречник Марса. У источноазијским културама, за Марс је уобичајен назив „ватрена звезда” (火星), на основу филозофије пет елемената.
Током 17. века астроном Тихо Брахе измерио је паралаксу Марса, коју је Јохан Кеплер искористио да одради прелиминарне калкулације релативне удаљености Црвене планете од Земље. Када су први телескопи постали доступни, поново је измерена паралакса Марса у настојању да се одреди тачна удаљеност између Земље и Сунца. Ово је први урадио Ђовани Доменико Касини 1672. године. Првобитна мерења паралаксе била су непоуздана због лошег квалитета инструмената. За сада једина посматрана окултација Марса Венером догодила се 13. октобра 1590. године, и посматрао ју је немачки астроном Мајкл Местелин из Хајделберга. Галилео Галилеј постао је први човек који је Марс видео кроз телескоп 1610. године. Прве мапе Црвене планете, на којима су уцртане бар неке површинске одлике, нацртао је холандски астроном Кристијан Хајгенс.

### Марсовски „канали”
До 19. века резолуција телескопа достигла је ниво довољан да се могу разазнати одређене површинске одлике на Марсу. Опозиција у перихелу Црвене планете догодила се 5. септембра 1877. године. Исте године, италијански астроном Ђовани Скјапарели је у Милану, уз помоћ свог телескопа пречника 22 cm, направио прву детаљну мапу површине Марса. На овим мапама биле су уцртане и праволинијске одлике које је он назвао итал. canali, а за које се касније испоставило да су биле оптичка варка. Овим „каналима”, који су већином били дуге, праве линије које су пресецале скоро целу површину планете, дао је имена по рекама на Земљи. Термин који је он употребио — canali, а који у преводу са италијанског може значити и „канал” и „жлеб/бразда”, на енглески је преведен као канал (вештачки), па се због тога мислило да на Марсу постоји цивилизација која их је створила.
Мапе које је Скјапарели направио имале су велики утицај на оријенталисту Персивала Лоуела, који је основао опсерваторију опремљену телескопима пречника 30 и 45 cm. Ова опсерваторија изграђена је наменски за посматрање Марса 1894. године, када је положај планете био изузетно повољан, али је коришћена и за каснија посматрања. Лоуел је објавио неколико књига о Марсу и животу на њему, које су имале великог утицаја на јавност. Канале су видели и остали астрономи широм света, попут Анрија Перотена и Луја Тулона са опсерваторије у Ници, која је поседовала један од највећих телескопа у то време.
Сезонске промене (од којих су најизраженије биле смањивање поларних капа и формирање црних региона током лета) у комбинацији са каналима довеле су до многих спекулација о животу на Марсу, и дуго се веровало да на његовој површини постоје велика мора и бујна вегетација. Међутим, земаљски телескопи никада нису достигли неопходну резолуцију да би се доказале те спекулације. Са даљим развојем телескопа, посматрачи су уочавали све мање канала на површини Црвене планете. Током својих посматрања 1909. године астроном Камиј Фламарион, користећи телескоп пречника 84 центиметра, уочио је неправилне облике, али није видео никакве канале.
Чак и током 1960-их објављивани су чланци о марсовској биологији, који су за сезонске промене на Марсу одбацивали свако друго објашњење осим живота. Објављивани су детаљни сценарији за метаболизам и хемијске циклусе функционалног екосистема на планети.

### Посете свемирских сонди
Када су прве свемирске сонде посетиле Марс у склопу мисија Маринер агенције НАСА, 1960-их и 1970-их, све раније наде о животу на Црвеној планети су разбијене. Поред тога, сонде Викинг прикупиле су доказе из којих су научници закључили да је површина планете изузетно негостољубива и мртва.
Сонде Маринер 9 и орбитери Викинг прикупиле су податке из којих су састављене нове, детаљније мапе површине планете. Следећи велики корак био је орбитер Марсов глобални геометар, лансиран 1996. и био у употреби до 2006. године, који је својим инструментима снимио изузетно детаљне глобалне мапе топографије, магнетног поља и површинских минерала Марса. Ове мапе су данас доступне јавности (сајт Гугл Марс). Сонде Марс експрес и MRO наставиле су да истражују планету новим инструментима, и из тих података направљене су за сада најдетаљније мапе Црвене планете, уз помоћ којих су одређиване занимљиве локације за спуштање лендера и ровера. Агенција НАСА направила је два сајта којима је истраживање Марса приближила јавности — Mars Trek, на којем су доступне визуелизације Црвене планете направљене из података прикупљених током задњих 50 година истраживања, и Experience Curiosity, који симулира кретање ровером Кјуриосити по површини у три димензије.

## У култури
Марс је добио назив по римском богу рата. У различитим културама Марс је представљао симбол мужевности и младости. Његов симбол — круг са стрелицом која показује нагоре-десно, такође је симбол мушког пола, а представља копље и штит бога Марса.
Због великог броја изгубљених сонди које су упућене да истраже Црвену планету, у култури су се појавила алтернативна објашњења попут „Бермудског троугла” у међупланетарном простору између Земље и Марса, постојања „Марсовске клетве” или „Великог галактичког злог духа” који се храни марсовским сондама.

### Интелигентни „Марсовци”
Крајем 19. века идеја о постојању интелигентних Марсоваца врло брзо се проширила у јавности. Скјапарелијеви „канали” у комбинацији са Лоуеловим књигама на ту тему допринели су томе да се Марс у јавности замишља као сув, хладњикав, изумирући свет, на којем су напредне цивилизације изградиле огромну мрежу канала за наводњавање.
Многа друга посматрања и изјаве популарних личности из тог доба допринели су ономе што се називало „марсовска грозница”. Истражујући атмосферску радио-буку у својој лабораторији у Колорадо Спрингсу 1899. године, проналазач Никола Тесла је приметио сигнале који се понављају, а за које је закључио да су можда радио-сигнали који допиру са друге планете, потенцијално Марса. У једном интервјуу 1901. године Тесла је изјавио:
Тек након неког времена синула ми је идеја да су поремећаји које сам уочио можда настали интелигентном контролом. Мада нисам могао да одгонетнем њихов смисао, било ми је немогуће да о њима размишљам само као о насумичним сигналима. У мени расте осећај да сам био прва особа која је чула поздрав са једне планете упућен другој планети.
Теслине теорије добиле су подршку лорда Келвина који је, приликом посете Сједињеним Државама 1902. године, наводно изјавио да је Тесла вероватно примио сигнале са Марса упућене САД. Келвин је „недвосмислено” одбацио ове наводе непосредно пре него што је напустио САД, рекавши: „Оно што сам у ствари рекао је да су становници Марса, ако их уопште има, без сумње били у стању да виде Њујорк, а нарочито одсјај електричног осветљења.”
У чланку Њујорк тајмса из 1901. године, Едвард Чарлс Пикеринг, директор опсерваторије универзитета Харвард, изјавио је да су примили телеграм од Опсерваторије Лоуел у Аризони у којем је наводно потврђено да Марс покушава да комуницира са Земљом.
Почетком децембра 1900. примили смо телеграм од Опсерваторије Лоуел у Аризони у којем се наводи да је примећено да је са површине Марса емитован светлосни сноп у трајању од неколико минута. Ово сам проследио преко жице у Европу, а копије сам послао широм ове земље. Посматрач који ради у тој опсерваторији је пажљив, поуздан човек и нема разлога да сумњам у постојање тог светла. Наведено је да је светло потекло са добро познате географске тачке на Марсу. То је било све. Сада је прича обишла читав свет. У Европи су почели да пишу да сам у стању да комуницирам са Марсом, и појавила су се свакаква претеривања. Каква год да су то била светла, ми не поседујемо средства да то сазнамо. Да ли је у то била умешана интелигенција, нико не зна. Потпуно је необјашњиво.
Пикекринг је касније предложио да се у Тексасу конструишу велика огледала, којима би се сигнализирало Марсовцима.
Протеклих пар деценија сонде у орбити око Марса прикупиле су велики број фотографија високе резолуције, из којих су састављене детаљне мапе целе површине. Посебно се истичу сонде Марсов глобални геометар, а скорије и мисија Орбитални истраживач Марса, која је опремљена највећим телескопом (камером) икада послатом у дубоки свемир. На овим мапама нису уочљиви никакви остаци „интелигентног” живота, али псеудонаучне спекулације о интелигентним бићима на Марсу и даље круже од стране појединаца, попут Ричарда Хоугланда. Поједине спекулације су, попут контроверзе са марсовским „каналима”, базиране на малим површинским одликама које се виде на старијим фотографијама из орбите, попут ’пирамида’ и ’лица на Марсу’. На каснијим, детаљнијим фотографијама из орбите видело се да су то у ствари само чудни обриси терена комбиновани са углом сунчевих зрака, и опште је прихваћено да су били оптичка варка, пример пареидолије — психолошког феномена у ком се случајни упитни стимулуси третирају као значајни. Планетарни астроном Карл Сејган је написао:
Марс је постао некаква митска арена на коју смо ми Земљани пројектовали своје наде и страховања.
Приказ Марса у фикцији стимулисан је његовом црвенкастом бојом на ноћном небу, као и научним спекулацијама током 19. века у којима се наводило да на површини Марса владају услови који могу подржати интелигентан живот. Из тога су проистекли многи научнофантастични сценарији, међу којима је и роман енглеског књижевника Х. Џ. Велса из 1898. године Рат светова, у којем Марсовци настоје да напусте своју умирућу планету и притом врше инвазију на Земљу. Каснија адаптација овог романа као радио-драма Рат светова, од стране Орсона Велса, објављена је 30. октобра 1938. године као пренос уживо и изазвала је панику у јавности јер су многи слушаоци помислили да је истинита.
Међу другим утицајним делима истичу се Марсовске хронике Реја Бредберија, у којима људски истраживачи случајно униште марсовску цивилизацију, Барсум серија Едгара Рајса Бароуза, роман К. С. Луиса Са нечујне планете (1938), и више прича Роберта Хајнлајна из прве половине 1960-их.
Џонатан Свифт споменуо је природне сателите Марса, око 150 година пре њиховог открића од стране Асафа Хола, описујући са поприличном тачношћу њихове орбите у 19. наставку романа Гуливерова путовања.
Комична представа везана је за интелигентног Марсовца по имену Марвин, који се појавио на телевизијским екранима 1948. године као лик у Looney Tunes анимираним цртаћима које је створио Warner Bros, и остао део популарне културе (налази се на логоу мисије марсовског ровера Спирит).
Када су сонде Маринер и Викинг на Земљу послале фотографије на којим се заиста видело какав је Марс, беживотан и свет без „канала”, све претходне идеје о Црвеној планети морале су да се напусте, и појавиле су се све тачније представе људских колонија. Најпознатија од ових представа можда је Марсовска трилогија (Црвени, Плави и Зелени Марс) америчког књижевника Кима С. Робинсона. Псеудонаучне спекулације о „лицу” на Марсу и другим загонетним површинским одликама на фотографијама свемирских сонди и даље су популарна тема у делима научне фантастике, нарочито у филмовима.
Тема о марсовској колонији која се бори за независност од Земље главна је у романима Грега Бера, као и у филму Тотални опозив (1990) базираном на краткој причи Филипа Дика, и тв серији Вавилон 5. Марс, Фобос и Дејмос појављују се и у појединим видео-играма.
Међу скоријим филмовима о Марсу и истраживању Марса истичу се Мисија на Марс (2000), Црвена планета (2000), Џон Картер (2012) и Марсовац: Спасилачка мисија (2015), за који су научници и инжењери рекли да је најреалнији приказ мисије на Марс до сада.

## Астрономија на Марсу
Пошто је ка Марсу послат велики број свемирских сонди (орбитера, лендера и ровера), данас је могуће спроводити астрономска осматрања са Марса. Када се гледа са површине планете, сателит Фобос заузима само ⅓ угаоног пречника који Месец заузима када се гледа са Земље (када би космонаут стајао на површини Марса, Фобос би на небу био три пута мањи у односу на изглед пуног Месеца са Земље). Други Марсов природни сателит — Дејмос, са површине више личи на звезду, и само је мало сјајнији од планете Венере гледано са Земље.
Постоје разни феномени, добро познати на Земљи, који се дешавају и на Марсу, попут метеора и аурора. Транзит Земље гледано са Марса догодиће се 10. новембра 2084. године. Долази и до транзита Меркура и Венере преко Сунчевог диска, а и природни сателити Фобос и Дејмос су довољно малог угаоног пречника да њихов прелазак преко Сунчевог диска више личи на транзит него на помрачење.
Комета Сајдинг Спринг је 19. октобра 2014. године прошла веома близу Марса (око 138.000 km од површине), толико близу да је кома можда обухватила целу планету. Све сонде које су у том тренутку биле оперативне на Марсу ангажоване су да посматрају комету, а најбоље фотографије снимила је сонда MRO камером HiRISE. И поред жеље да комету што боље изуче, научници су били принуђени да превентивно поставе сонде иза планете (гледано од комете) како случајно не би дошло до оштећења ударима честица које се ослобађају са њене површине.

## Природни сателити
Марс има два релативно мала природна сателита — Фобос (пречника око 22 km) и Дејмос (пречника око 12 km), који се налазе у релативно ниској орбити око планете. Данас је најшире прихваћена теорија о њиховом пореклу да су „ухваћени” астероиди, мада није искључено и неко друго порекло. Оба небеска тела открио је амерички астроном Асаф Хол, 1877. године. Названи су по ликовима Фобу (паника/страх) и Диму (терор/ужас) који су, у грчкој митологији, пратили свог оца, бога Ареса, у битку. Марс је био римски пандан грчком Аресу. У модерном грчком језику, планета је ипак задржала свој стари назив — Арес (грч. Άρης).
Са површине Марса, кретање Фобоса и Дејмоса по небу разликује се од кретања Месеца гледано са Земље. Фобос излази на западу, и залази на истоку, да би се поново појавио на западу само 11 сати касније. Дејмос, чија се орбита налази мало изван синхроне орбите — где би период ротације био идентичан периоду ротације планете око своје осе, излази на истоку али веома споро. Иако је Дејмосу потребно око 30 сати да обиђе једном око Марса, између изласка на истоку и заласка на западу потребно је 2,7 дана, гледано са екватора, јер благо „каска” за ротацијом планете.
Пошто је орбита Фобоса ближа планети од синхроне орбите, плимска сила Марса лагано привлачи Фобос и спушта му орбиталну висину. За око 50 милиона година могао би или да удари у површину, или да се разбије у прстен који ће наставити да орбитира око планете.
Порекло два Марсова природна сателита није најјасније. Имају мали албедо и састав сличан угљеничним хондритима, одлике које имају и астероиди, па то доприноси теорији да су ухваћени астероиди. Нестабилна орбита Фобоса указује на могућност да је релативно скоро (у астрономским појмовима) ухваћен. Међутим, оба сателита имају кружне орбите, близу екватора, што је веома необично за ухваћена небеска тела, и динамика потребна да се таква орбита постигне након хватања је изузетно сложена. Акреција сателита у раној историји Марса је такође могућа, али тиме се не може објаснити састав сателита који више личе на астероиде него на сам Марс.
Трећа теорија је постојање трећег тела или поремећај узрокован ударом. Скорашњи докази који указују да је ентеријер Фобоса високо порозан, и да се састоји углавном из силиката и других минерала који постоје и на Марсу, указују да је Фобос можда настао акрецијом материјала који је избачен са површине планете ударом другог небеског тела, слично за сада најшире прихваћеној теорији о формацији Земљиног Месеца. Иако анализа показује да оба сателита личе на астероиде који се налазе у спољашњем делу главног астероидног појаса када се гледају у видљивим и инфрацрвеним таласним дужинама, топлотни инфрацрвени отисак Фобоса не подудара ни са једним хондритима који су до сада посматрани.
Марс можда поседује још сателита пречника мањег од 100 или 50 метара, а предвиђено је и постојање прстена прашине између Фобоса и Дејмоса.

## Далека будућност
Иако се никада са потпуном сигурношћу не може предвидети далека будућност, на основу тренутних научних сазнања из различитих области могуће је предвидети са задовољавајућом тачношћу одређене догађаје који ће се догодити.
- за 25.000 година — северна поларна капа на Марсу могла би да се већим делом отопи јер ће тај регион планете достићи максимум загревања током прецесије перихела у склопу Миланковићевих циклуса, који трају 50.000 година.[490][491]
- за 1,5 до 1,6 милијарди година — пошто ће Сунце бити све светлије и топлије, настањива зона око њега ће се померити на већу удаљеност (и захватити Марс); ниво угљен-диоксида у атмосфери Марса ће порасти, и температуре на површини Црвене планете достићи ће вредности сличне онима које су владале на Земљи у време ледених доба.[492][493]
- за 7,5 милијарди година — Земља и Марс ће можда ући у синхрону ротацију са Сунцем које ће бити далеко веће него данас.[493]
- за 7,9 милијарди година — Сунце ће достићи врхунац црвеног џина на Херцшпрунг—Раселовом дијаграму, и тада ће имати пречник око 256 пута већи него данас.[494] У том процесу, биће уништени Меркур, Венера, врло вероватно Земља, а могуће и Марс.[495]

## Галерија
- Тамне линије на падинама региона
- Лавина на падини високој 700 m (северни пол)
- Унутрашњи канал региона
- Долина Маринера (сонда Одисеј)
- Отвори пећина на Марсу (потенцијални)
- Вихор прашине виђен из орбите
- Отвор на потенцијалним цевима лаве на Марсу
- Регион око северне поларне капе на Марсу